# Chińska Republika Ludowa na Letnich Igrzyskach Olimpijskich 2016
Chińska Republika Ludowa na Letnich Igrzyskach Olimpijskich 2016 – reprezentacja Chińskiej Republiki Ludowej na Letnich Igrzyskach Olimpijskich 2016 w Rio de Janeiro. W reprezentacji znalazło się czterysta troje zawodników. Występ w Rio de Janeiro to 9. start reprezentacji Chińskiej Republiki Ludowej na letnich igrzyskach olimpijskich.

## Medaliści
| Medal  | Zawodnik | Dyscyplina             | Konkurencja                                    | Data        |
| ------ | --- | ---------------------- | ---------------------------------------------- | ----------- |
| złoto  | Zhang Mengxue | Strzelectwo            | Pistolet pneumatyczny 10 m kobiet              | 7 sierpnia  |
| złoto  | Shi Tingmao Wu Minxia | Skoki do wody          | Trampolina 3 m synchronicznie mężczyzn         | 7 sierpnia  |
| złoto  | Long Qingquan | Podnoszenie ciężarów   | waga do 56 kg mężczyźni                        | 7 sierpnia  |
| złoto  | Chen Aisen Lin Yue | Skoki do wody          | Wieża 10 m synchronicznie mężczyzn             | 8 sierpnia  |
| złoto  | Sun Yang | Pływanie               | 200 m stylem dowolnym mężczyzn                 | 8 sierpnia  |
| złoto  | Deng Wei | Podnoszenie ciężarów   | waga do 63 kg kobiety                          | 9 sierpnia  |
| złoto  | Chen Ruolin Liu Huixia | Skoki do wody          | Wieża 10 m synchronicznie kobiet               | 9 sierpnia  |
| złoto  | Shi Zhiyong | Podnoszenie ciężarów   | waga do 69 kg mężczyźni                        | 9 sierpnia  |
| złoto  | Xiang Yanmei | Podnoszenie ciężarów   | Waga do 69 kg kobiety                          | 10 sierpnia |
| złoto  | Ding Ning | Tenis stołowy          | Gra pojedyncza kobiet                          | 10 sierpnia |
| złoto  | Ma Long | Tenis stołowy          | Gra pojedyncza mężczyzn                        | 11 sierpnia |
| złoto  | Wang Zhen | Lekkoatletyka          | chód na 20 km mężczyzn                         | 12 sierpnia |
| złoto  | Gong Jinjie Zhong Tianshi | Kolarstwo torowe       | Sprint drużynowy kobiet                        | 12 sierpnia |
| złoto  | Shi Tingmao | Skoki do wody          | Trampolina 3 m kobiet                          | 14 sierpnia |
| złoto  | Meng Suping | Podnoszenie ciężarów   | Waga powyżej 75 kg kobiet                      | 14 sierpnia |
| złoto  | Cao Yuan | Skoki do wody          | Trampolina 3 m mężczyzn                        | 16 sierpnia |
| złoto  | Ding Ning Li Xiaoxia Liu Shiwen                                                                                                 | Tenis stołowy          | Turniej drużynowy kobiet                       | 16 sierpnia |
| złoto  | Ma Long Xu Xin Zhang Jike | Tenis stołowy          | Turniej drużynowy mężczyzn                     | 17 sierpnia |
| złoto  | Zhao Shuai | Taekwondo              | Waga do 58 kg mężczyzn                         | 17 sierpnia |
| złoto  | Ren Qian | Skoki do wody          | Wieża 10 m kobiet                              | 18 sierpnia |
| złoto  | Fu Haifeng Zhang Nan | Badminton              | gra podwójna mężczyzn                          | 19 sierpnia |
| złoto  | Liu Hong | Lekkoatletyka          | Chód na 20 km kobiet                           | 19 sierpnia |
| złoto  | Chen Long | Badminton              | Gra pojedyncza mężczyzn                        | 20 sierpnia |
| złoto  | Chen Aisen | Skoki do wody          | Wieża 10 m mężczyzn                            | 20 sierpnia |
| złoto  | Zheng Shuyin | Taekwondo              | Waga powyżej 67 kg kobiet                      | 20 sierpnia |
| złoto  | Yuan Xinyue Zhu Ting Yang Fangxu Gong Xiangyu Wei Qiuyue Zhang Changning Lin Li Ding Xia Yan Ni Liu Xiaotong Xu Yunli Hui Ruoqi | Siatkówka              | Turniej kobiet                                 | 20 sierpnia |
| srebro | Du Li | Strzelectwo            | karabin pneumatyczny 10 m kobiet               | 6 sierpnia  |
| srebro | Sun Yang | Pływanie               | 400 m stylem dowolnym mężczyzn                 | 6 sierpnia  |
| srebro | Xu Jiayu | Pływanie               | 100 m stylem grzbietowym mężczyzn              | 8 sierpnia  |
| srebro | Lü Xiaojun | Podnoszenie ciężarów   | Wada do 77 kg mężczyzn                         | 10 sierpnia |
| srebro | Li Xiaoxia | Tenis stołowy          | Gra pojedyncza kobiet                          | 10 sierpnia |
| srebro | Zhang Binbin | Strzelectwo            | Karabin małokalibrowy tezy postawy 50 m        | 11 sierpnia |
| srebro | Hao Jialu Sun Yiwen Sun Yujie Xu Anqi                                                                                           | Szermiwrka             | Szpada drużynowo kobiet                        | 11 sierpnia |
| srebro | Zhang Jike | Tenis stołowy          | Gra pojedyncza mężczyzn                        | 11 sierpnia |
| srebro | Cai Zelin | Lekkoatletyka          | [Chód na 20 km mężczyzn                        | 12 sierpnia |
| srebro | Tian Tao | Podnoszenie ciężarów   | Wada do 85 kg mężczyzn                         | 12 sierpnia |
| srebro | Dong Dong | Gimnastyka             | Skoki na trampolinie mężczyzn]                 | 13 sierpnia |
| srebro | Chen Peina | Żeglarstwo             | Klasa RS:X kobiet                              | 14 sierpnia |
| srebro | He Zi | Skoki do wody          | [Trampolina 3 m kobiet                         | 14 sierpnia |
| srebro | Zhang Wenxiu | Lekkoatletyka          | Rzut młotem kobiet                             | 15 sierpnia |
| srebro | Huang Xuechen Sun Wenyan | Pływanie synchroniczne | Duety                                          | 16 sierpnia |
| srebro | Si Yajie | Skoki do wody          | Wieża 10 m kobiet                              | 18 sierpnia |
| srebro | Gu Xiao Guo Li Huang Xuechen Li Xiaolu Liang Xinping Sun Wenyan Tang Mengni Yin Chengxin Zeng Zhen                              | Pływanie synchroniczne | Drużyny                                        | 19 sierpnia |
| srebro | Yin Junhua | Boks                   | Waga lekka kobiet                              | 19 sierpnia |
| brąz   | Yi Siling | Strzelectwo            | karabin pneumatyczny 10 m kobiet               | 6 sierpnia  |
| brąz   | Sun Yiwen | Szermierka             | Szpada indywidualnie kobiet                    | 6 sierpnia  |
| brąz   | Pang Wei | Strzelectwo            | pistolet pneumatyczny 10 mężczyźni             | 6 sierpnia  |
| brąz   | Deng Shudi Lin Chaopan Liu Yang You Hao Zhang Chenglong                                                                         | Gimnastyka             | wielobój drużynowy mężczyzn                    | 8 sierpnia  |
| brąz   | Fu Yuanhui | Pływanie               | 100 m stylem grzbietowym kobiet                | 8 sierpnia  |
| brąz   | Fan Yilin Mao Yi Shang Chunsong Tan Jiaxin Wang Yan                                                                             | Gimnastyka             | wielobój drużynowy kobiet                      | 9 sierpnia  |
| brąz   | Cheng Xunzhao | Judo                   | waga do 90 kg mężczyźni                        | 10 sierpnia |
| brąz   | Cao Yuan Qin Kai | Skoki do wody          | trampolina 3 m synchronicznie mężczyźni        | 10 sierpnia |
| brąz   | Du Li | Strzelectwo            | Karabin małokalibrowy trzy postawy 50 m kobiet | 11 sierpnia |
| brąz   | Shi Jinglin | Pływanie               | 200 m stylem klasycznym kobiet                 | 11 sierpnia |
| brąz   | Wang Shun | pływanie               | 200 m stylem zmiennym mężczyzn                 | 11 sierpnia |
| brąz   | Huang Wenyi Pan Feihong | Wioślarstwo            | Dwójka podwójna wagi lekkiej kobiet            | 12 sierpnia |
| brąz   | Yu Song | Judo                   | waga powyżej 78 kg kobiet                      | 12 sierpnia |
| brąz   | Li Dan | Gimnastyka             | skoki na trampolinie kobiet                    | 12 sierpnia |
| brąz   | Duan Jingli | Wioślarstwo            | jedynka kobiet                                 | 13 sierpnia |
| brąz   | Li Yuehong | Strzelectwo            | pistolet szybkostrzelny 25 mężczyźni           | 13 sierpnia |
| brąz   | Gao Lei | Gimnastyka             | skoki na trampolinie mężczyzn                  | 13 sierpnia |
| brąz   | Dong Bin | Lekkoatletyka          | trójskok mężczyzn                              | 16 sierpnia |
| brąz   | Zhang Nan Zhao Yunlei | Badminton              | gra mieszana                                   | 16 sierpnia |
| brąz   | Sun Yanan | Zapasy                 | styl wolny waga do 48 kg kobiet                | 17 sierpnia |
| brąz   | Ren Cancan | Boks                   | waga musza kobiety                             | 18 sierpnia |
| brąz   | Zhang Fengliu | Zapasy                 | styl wolny waga do 75 kg kobiet                | 18 sierpnia |
| brąz   | Hu Jianguan | Boks                   | waga musza mężczyźni                           | 19 sierpnia |
| brąz   | Li Qian | Boks                   | waga średnia kobiety                           | 19 sierpnia |
| brąz   | Lü Xiuzhi | Lekkoatletyka          | chód kobiet na 20 km                           | 19 sierpnia |
| brąz   | Feng Shanshan | Golf                   | turniej kobiet                                 | 20 sierpnia |

## Konkurencje
|                        | \| Dyscyplina \| Mężczyźni \| Kobiety \| Razem \| \| ---------------------- \| --------- \| ------- \| ----- \| \| Badminton \| 7 \| 8 \| 15 \| \| Boks \| 8 \| 3 \| 11 \| \| Gimnastyka \| 7 \| 13 \| 20 \| \| Golf \| 2 \| 2 \| 4 \| \| Hokej na trawie \| 0 \| 18 \| 18 \| \| Jeździectwo \| 1 \| 0 \| 1 \| \| Judo \| 2 \| 4 \| 6 \| \| Kajakarstwo \| 4 \| 6 \| 10 \| \| Kolarstwo \| 7 \| 10 \| 17 \| \| Koszykówka \| 12 \| 12 \| 24 \| \| Lekkoatletyka \| 27 \| 29 \| 56 \| \| Łucznictwo \| 3 \| 3 \| 6 \| \| Pięciobój nowoczesny \| 2 \| 2 \| 4 \| \| Piłka nożna \| 0 \| 22 \| 22 \| \| Piłka wodna \| 0 \| 13 \| 13 \| \| Pływanie \| 19 \| 26 \| 45 \| \| Pływanie synchroniczne \| – \| 9 \| 9 \| \| Podnoszenie ciężarów \| 6 \| 4 \| 10 \| \| Siatkówka \| 0 \| 14 \| 14 \| \| Skoki do wody \| 6 \| 7 \| 13 \| \| Strzelanie \| 12 \| 10 \| 22 \| \| Szermierka \| 6 \| 7 \| 13 \| \| Taekwondo \| 2 \| 2 \| 4 \| \| Tenis stołowy \| 4 \| 4 \| 8 \| \| Tenis ziemny \| 0 \| 5 \| 5 \| \| Triatlon \| 1 \| 1 \| 2 \| \| Wioślarstwo \| 7 \| 12 \| 19 \| \| Zapasy \| 8 \| 5 \| 13 \| \| Żeglarstwo \| 4 \| 4 \| 8 \| \| Total \| 157 \| 255 \| 412 \| |         |       |
| Dyscyplina             | Mężczyźni | Kobiety | Razem |
| Badminton              | 7 | 8       | 15    |
| Boks                   | 8 | 3       | 11    |
| Gimnastyka             | 7 | 13      | 20    |
| Golf                   | 2 | 2       | 4     |
| Hokej na trawie        | 0 | 18      | 18    |
| Jeździectwo            | 1 | 0       | 1     |
| Judo                   | 2 | 4       | 6     |
| Kajakarstwo            | 4 | 6       | 10    |
| Kolarstwo              | 7 | 10      | 17    |
| Koszykówka             | 12 | 12      | 24    |
| Lekkoatletyka          | 27 | 29      | 56    |
| Łucznictwo             | 3 | 3       | 6     |
| Pięciobój nowoczesny   | 2 | 2       | 4     |
| Piłka nożna            | 0 | 22      | 22    |
| Piłka wodna            | 0 | 13      | 13    |
| Pływanie               | 19 | 26      | 45    |
| Pływanie synchroniczne | – | 9       | 9     |
| Podnoszenie ciężarów   | 6 | 4       | 10    |
| Siatkówka              | 0 | 14      | 14    |
| Skoki do wody          | 6 | 7       | 13    |
| Strzelanie             | 12 | 10      | 22    |
| Szermierka             | 6 | 7       | 13    |
| Taekwondo              | 2 | 2       | 4     |
| Tenis stołowy          | 4 | 4       | 8     |
| Tenis ziemny           | 0 | 5       | 5     |
| Triatlon               | 1 | 1       | 2     |
| Wioślarstwo            | 7 | 12      | 19    |
| Zapasy                 | 8 | 5       | 13    |
| Żeglarstwo             | 4 | 4       | 8     |
| Total                  | 157 | 255     | 412   |

## Skład reprezentacji

### Badminton
Mężczyźni
| Zawodnik             | Konkurencja             | Faza grupowa                                                            | Faza grupowa | 1/8 finału       | Ćwierćfinały                    | Półfinały                            | Finał                            | Pozycja |
| Zawodnik             | Konkurencja             | Przeciwnicy Wynik                                                       | Pozycja      | Przeciwnik Wynik | Przeciwnik Wynik                | Przeciwnik Wynik                     | Przeciwnik Wynik                 | Pozycja |
| -------------------- | ----------------------- | ----------------------------------------------------------------------- | ------------ | ---------------- | ------------------------------- | ------------------------------------ | -------------------------------- | ------- |
| Chen Long            | gra pojedyncza mężczyzn | Cordón ; Dziółko ; W 2-0 Karunaratne ; W 2-0                            | 1.           | BYE              | W H Son W 2-1                   | Viktor Axelsen W 2-0                 | Lee Chong Wei W 2-0              | złoto   |
| Lin Dan              | gra pojedyncza mężczyzn | Malkov ; W 2-0 Obernorsterer ; W 2-0 Nguyễn T M ; W 2-0                 | 1.           | BYE              | Srikanth Kidambi W 2-1          | Lee Chong Wei P 1-2                  | Viktor Axelsen W 2-1             | brąz    |
| Fu Haifeng Zhang Nan | gra podwójna mężczyzn   | Chew / Pongnairat W 2-0 Fuchs / Schöttler W 2-0 Goh V S / Tan W K L 1-2 | 2.           | —                | Kim Gi-jung / Kim Sa-rang W 2-1 | Marcus Ellis / Chris Langridge W 2-0 | Goh V Shem / Tan Wee Kiong W 2-1 | złoto   |
| Chai Biao Hong Wei   | gra podwójna mężczyzn   | Ahsan / Setiawan W 2-0 Attri / Reddy W 2-0 Endo / Hayakawa L 1-2        | 2.           | —                | Ivanov / Sozonov W 2-1          | W K Tan / V S Goh P 1-2              | Ellis / Langridge W 2-1          | brąz    |

Kobiety
| Zawodnik              | Konkurencja           | Faza grupowa                                                                  | Faza grupowa | 1/8 finału       | Ćwierćfinały                                    | Półfinały                                       | Finał                                  | Pozycja |
| Zawodnik              | Konkurencja           | Przeciwnicy Wynik                                                             | Pozycja      | Przeciwnik Wynik | Przeciwnik Wynik                                | Przeciwnik Wynik                                | Przeciwnik Wynik                       | Pozycja |
| --------------------- | --------------------- | ----------------------------------------------------------------------------- | ------------ | ---------------- | ----------------------------------------------- | ----------------------------------------------- | -------------------------------------- | ------- |
| Li Xuerui             | gra pojedyncza kobiet | Wang ; W 2-0 Santos ; W 2-0 L Tan ; W 2-0                                     | 1.           | BYE              | Porntip Buranaprasertsuk W 2-0                  | Carolina Marín P 0-2                            | Nozomi Okuhara w/o                     | 4.      |
| Wang Yihan            | gra pojedyncza kobiet | Magee ; W 2-0 Schnaase ; W 2-0                                                | 1.           | BYE              | Pusarla Venkata Sindhu P 0-2                    | NQ                                              | NQ                                     | 5 – 8.  |
| Luo Ying Luo Yu       | gra podwójna kobiet   | Jung K-e / Shin S-c L 0-2 Juhl / Pedersen W 2-0 Lee / Obanana W 2-0           | 3.           | NQ               | NQ                                              | NQ                                              | NQ                                     | NQ      |
| Tang Yuanting Yu Yang | gra podwójna kobiet   | Chang Y-n / Lee S-h L 1-2 G Stoeva / S Stoeva W 2-0 Goliszewski / Nelte W 2-0 | 2.           | N/A              | Nitya Krishinda Maheswari / Greysia Polii W 2-0 | Christinna Pedersen / Kamilla Rytter Juhl P 1-2 | Jung Kyung-eun / Shin Seung-chan P 0-2 | 4.      |

Mieszane
| Zawodnik              | Konkurencja | Faza grupowa                                                                       | Faza grupowa | Ćwierćfinały            | Półfinały                            | Finał                         | Pozycja |
| Zawodnik              | Konkurencja | Przeciwnicy Wynik                                                                  | Pozycja      | Przeciwnik Wynik        | Przeciwnik Wynik                     | Przeciwnik Wynik              | Pozycja |
| --------------------- | ----------- | ---------------------------------------------------------------------------------- | ------------ | ----------------------- | ------------------------------------ | ----------------------------- | ------- |
| Xu Chen Ma Jin        | mikst       | Fischer Nielsen / Pedersen W 2-1 Mateusiak / Zięba L 1-2 C Adcock / G Adcock W 2-1 | 2.           | Ko S-h / Kim H-n W 2-0  | Chan Peng Soon / Goh Liu Ying P 0-2  | Zhang Nan / Zhao Yunlei P 0-2 | 4.      |
| Zhang Nan Zhao Yunlei | mikst       | Lee S-hJordan / Susanto W 2-0 Lee C H / Chau H W W 2-0 Fuchs / Michels W 2-0       | 1.           | Kazuno / Kurihara W 2-0 | Tontowi Ahmad / Lilyana Natsir P 0-2 | Xu Chen / Ma Jin W 2-0        | brąz    |

### Boks
Mężczyźni
| Zawodnik      | Konkurencja                | 1/32               | 1/16             | 1/8              | Ćwierćfinały     | Półfinały        | Finał            | Pozycja |
| Zawodnik      | Konkurencja                | Przeciwnik Wynik   | Przeciwnik Wynik | Przeciwnik Wynik | Przeciwnik Wynik | Przeciwnik Wynik | Przeciwnik Wynik | Pozycja |
| ------------- | -------------------------- | ------------------ | ---------------- | ---------------- | ---------------- | ---------------- | ---------------- | ------- |
| Lü Bin        | papierowa (do 60 kg)       | BYE                | Warui L 1-2      | NQ               | NQ               | NQ               | NQ               | NQ      |
| Hu Jianguan   | musza ( do 52 kg)          | —                  | Eker W 2-1       | Abgaryan W 3-0   | Veitía W 3-0     | Akojan P 0-3     | NQ               | brąz    |
| Zhang Jiawei  | kogucia (do 56 kg)         | —                  | BYE              | Ham S-m W 3-0    | Ramírez P 0-3    | NQ               | NQ               | NQ      |
| Shan Jun      | lekka ( do 60 kg)          | Junusow L 0–3      | NQ               | NQ               | NQ               | NQ               | NQ               | NQ      |
| Hu Qianxun    | lekkopółśrednia (do 64 kg) | —                  | Curiel W wo.     | Bachkov W 3-0    | Dunajcew P 0-3   | NQ               | NQ               | NQ      |
| Liu Wei       | półśrednia ( do 69 kg)     | Stanionis L 0–3    | NQ               | NQ               | NQ               | NQ               | NQ               | NQ      |
| Zhao Minggang | średnia (do 75 kg)         | Shakhsuvarly L 0–3 | NQ               | NQ               | NQ               | NQ               | NQ               | NQ      |
| Yu Fengkai    | ciężka ( do 81 kg)         | BYE                | Levit L TKO      | NQ               | NQ               | NQ               | NQ               | NQ      |

Kobiety
| Zawodnik   | Konkurencja        | 1/32             | 1/16             | 1/8              | Ćwierćfinały     | Półfinały        | Finał            | Pozycja |
| Zawodnik   | Konkurencja        | Przeciwnik Wynik | Przeciwnik Wynik | Przeciwnik Wynik | Przeciwnik Wynik | Przeciwnik Wynik | Przeciwnik Wynik | Pozycja |
| ---------- | ------------------ | ---------------- | ---------------- | ---------------- | ---------------- | ---------------- | ---------------- | ------- |
| Ren Cancan | musza (do 51 kg)   | BYE              | BYE              | BYE              | Bujold W 3-0     | Adams P 0-3      | NQ               | brąz    |
| Yin Junhua | lekka (do 60 kg)   | BYE              | BYE              | Lachgar W 3-0    | Alekseevna W 3-0 | Potkonen W 3-0   | Mossely P 1-2    | srebro  |
| Li Qian    | średnia (do 75 kg) | BYE              | BYE              | BYE              | Bandeira W 3-0   | Fontijn P 0-3    | NQ               | brąz    |

### Gimnastyka
Mężczyźni
| Zawodnik        | Konkurencja        | Kwalifikacje | Kwalifikacje | Kwalifikacje | Kwalifikacje | Kwalifikacje | Kwalifikacje | Kwalifikacje | Kwalifikacje | Finał    | Finał    | Finał    | Finał    | Finał    | Finał    | Finał   | Finał   |
| Zawodnik        | Konkurencja        | Przyrząd     | Przyrząd     | Przyrząd     | Przyrząd     | Przyrząd     | Przyrząd     | Razem        | Pozycja      | Przyrząd | Przyrząd | Przyrząd | Przyrząd | Przyrząd | Przyrząd | Razem   | Pozycja |
| Zawodnik        | Konkurencja        | F            | PH           | R            | V            | PB           | HB           | Razem        | Pozycja      | F        | PH       | R        | V        | PB       | HB       | Razem   | Pozycja |
| --------------- | ------------------ | ------------ | ------------ | ------------ | ------------ | ------------ | ------------ | ------------ | ------------ | -------- | -------- | -------- | -------- | -------- | -------- | ------- | ------- |
| Deng Shudi      | wielobój drużynowy | 15.033       | 14.866       | 14.300       | 15.300       | 15.800 Q     | 14.366       | 89.665       | 4. Q         | 13.833   | 14.958   | 14.600   | 15.200   | 15.800   | 14.400   | N/A     | N/A     |
| Lin Chaopan     | wielobój drużynowy | 13.666       | 15.033       | 14.133       | 15.233       | 15.700       | 14.866       | 88.631       | 10. Q        | 14.833   | 14.900   | N/A      | 14.400   | 15.900   | 15.000   | N/A     | N/A     |
| Liu Yang        | wielobój drużynowy | 12.933       | N/A          | 15.900 Q     | 14.683       | N/A          | N/A          | N/A          | N/A          | N/A      | N/A      | 15.833   | N/A      | N/A      | N/A      | N/A     | N/A     |
| You Hao         | wielobój drużynowy | N/A          | 14.966       | 15.800 Q     | N/A          | 15.733 Q     | 14.066       | N/A          | N/A          | N/A      | 14.400   | 14.800   | N/A      | 16.166   | N/A      | N/A     | N/A     |
| Zhang Chenglong | wielobój drużynowy | 14.900       | N/A          | N/A          | 14.933       | 15.166       | 13.966       | N/A          | N/A          | 15.133   | N/A      | N/A      | 15.400   | N/A      | 15.566   | N/A     | N/A     |
| Razem           | wielobój drużynowy | 43.599       | 44.865       | 46.000       | 45.466       | 47.233       | 43.298       | 270.461      | 1. Q         | 43.799   | 44.258   | 45.233   | 45.000   | 47.866   | 44.966   | 271.122 | brąz    |

| Zawodnik    | Konkurencja            | Przyrząd | Przyrząd | Przyrząd | Przyrząd | Przyrząd | Przyrząd | Razem  | Pozycja |
| Zawodnik    | Konkurencja            | F        | PH       | R        | V        | PB       | HB       | Razem  | Pozycja |
| ----------- | ---------------------- | -------- | -------- | -------- | -------- | -------- | -------- | ------ | ------- |
| Deng Shudi  | wielobój indywidualnie | 14.966   | 14.533   | 14.433   | 15.266   | 15.966   | 14.966   | 90.130 | 6.      |
| Deng Shudi  | Poręcze                | N/A      | N/A      | N/A      | N/A      | 15.766   | N/A      | 15.766 | 4.      |
| Lin Chaopan | wielobój indywidualnie | 14.866   | 14.833   | 14.733   | 14.966   | 15.666   | 15.166   | 90.230 | 5.      |
| Liu Yang    | Kółka                  | N/A      | N/A      | 15.600   | N/A      | N/A      | N/A      | 15.600 | 4.      |
| You Hao     | Kółka                  | N/A      | N/A      | 15.400   | N/A      | N/A      | N/A      | 15.400 | 6.      |
| You Hao     | Poręcze                | N/A      | N/A      | N/A      | N/A      | 14.833   | N/A      | 14.833 | 8.      |

Kobiety
| Zawodniczka    | Konkurencja | Kwalifikacje | Kwalifikacje | Kwalifikacje | Kwalifikacje | Kwalifikacje | Kwalifikacje | Finał    | Finał    | Finał    | Finał    | Finał   | Finał   |
| Zawodniczka    | Konkurencja | Przyrząd     | Przyrząd     | Przyrząd     | Przyrząd     | Razem        | Pozycja      | Przyrząd | Przyrząd | Przyrząd | Przyrząd | Razem   | Pozycja |
| Zawodniczka    | Konkurencja | V            | UB           | BB           | F            | Razem        | Pozycja      | V        | UB       | BB       | F        | Razem   | Pozycja |
| -------------- | ----------- | ------------ | ------------ | ------------ | ------------ | ------------ | ------------ | -------- | -------- | -------- | -------- | ------- | ------- |
| Fan Yilin      | Wielobój    | N/A          | 15.266       | 14.866 Q     | 13.500       | N/A          | N/A          | N/A      | 15.733   | 15.066   | N/A      | N/A     | N/A     |
| Mao Yi         | Wielobój    | 14.816       | N/A          | N/A          | 11.700       | N/A          | N/A          | 14.833   | N/A      | N/A      | 12.633   | N/A     | N/A     |
| Shang Chunsong | Wielobój    | 12.766       | 15.300 Q     | 14.366       | 14.100       | 56.532       | 20. Q        | N/A      | 14.333   | 15.066   | 14.700   | N/A     | N/A     |
| Tan Jiaxin     | Wielobój    | 14.766       | 14.600       | N/A          | N/A          | N/A          | N/A          | 14.766   | 14.941   | N/A      | N/A      | N/A     | N/A     |
| 'Wang Yan      | Wielobój    | 14.933 Q     | 13.900       | 14.100       | 14.666 Q     | 57.599       | 6. Q         | 14.733   | N/A      | 14.466   | 14.733   | N/A     | N/A     |
| Razem          | Wielobój    | 44.515       | 45.166       | 43.332       | 42.266       | 175.279      | 2. Q         | 44.332   | 45.007   | 44.598   | 42.066   | 176.003 | brąz    |

| Zawodniczka    | Konkurencja            | Przyrząd | Przyrząd | Przyrząd | Przyrząd | Razem  | Pozycja |
| Zawodniczka    | Konkurencja            | V        | UB       | BB       | F        | Razem  | Pozycja |
| -------------- | ---------------------- | -------- | -------- | -------- | -------- | ------ | ------- |
| Fan Yilin      | Równoważnia            | N/A      | N/A      | 14.500   | N/A      | 14.500 | 6.      |
| Shang Chunsong | wielobój indywidualnie | 13.883   | 15.233   | 14.833   | 14.600   | 58.549 | 4.      |
| Shang Chunsong | poręcze                | N/A      | 15.433   | N/A      | N/A      | 15.433 | 5.      |
| Wang Yan       | wielobój indywidualnie | 14.733   | 13.733   | 14.666   | 14.900   | 58.032 | 6.      |
| Wang Yan       | Skoki                  | 14.999   | N/A      | N/A      | N/A      | 14.999 | 5.      |
| Wang Yan       | ćwiczenia wolne        | N/A      | N/A      | N/A      | 14.666   | 14.666 | 5.      |

#### Gimnastyka artystyczna
| Zawodnik                                             | Konkurencja           | Eliminacje | Eliminacje | Finał | Finał   |
| Zawodnik                                             | Konkurencja           | Wynik      | Pozycja    | Wynik | Pozycja |
| ---------------------------------------------------- | --------------------- | ---------- | ---------- | ----- | ------- |
| Shang Rong                                           | wielobój indywidualny | 65,014     | 24.        | NQ    | NQ      |
| Bao Yuqing Shu Siyao Yang Ye Zhang Ling Zhao Jingnan | zawody drużynowe      | 32,133     | 11.        | NQ    | NQ      |

#### Skoki na trampolinie
| Zawodnik  | Konkurencja | Eliminacje        | Eliminacje    | Eliminacje | Eliminacje | Eliminacje | Finał    | Finał     | Finał  | Finał  | Finał   | Finał   |
| Zawodnik  | Konkurencja | Układ obowiązkowy | Układ dowolny | Kara       | Razem      | Pozycja    | Trudność | Wykonanie | Lot    | Kara   | Łącznie | Pozycja |
| Zawodnik  | Konkurencja | Punkty            | Punkty        | Punkty     | Punkty     | Pozycja    | Punkty   | Punkty    | Punkty | Punkty | Punkty  | Pozycja |
| --------- | ----------- | ----------------- | ------------- | ---------- | ---------- | ---------- | -------- | --------- | ------ | ------ | ------- | ------- |
| Gao Lei   | mężczyźni   | 52,160            | 60,375        |            | 112,535    | 1.         | 18,400   | 23,700    | 18,075 |        | 60,175  | brąz    |
| Dong Dong | mężczyźni   | 49,280            | 60,770        |            | 110,050    | 3.         | 17,800   | 25,200    | 17,535 |        | 60,535  | srebro  |
| Li Dan    | kobiety     | 48,075            | 56,000        |            | 104,075    | 2.         | 15,000   | 24,900    | 15,985 |        | 55,885  | brąz    |
| He Wenna  | kobiety     | 48,000            | 55,095        |            | 103,095    | 4.         | 15,200   | 24,000    | 16,370 |        | 55,570  | 4.      |

### Golf
| Zawodnik      | Konkurencja | Runda 1 | Runda 2 | Runda 3 | Runda 4 | Łącznie | Łącznie | Łącznie |
| Zawodnik      | Konkurencja | Wynik   | Wynik   | Wynik   | Wynik   | Wynik   | Par     | Pozycja |
| ------------- | ----------- | ------- | ------- | ------- | ------- | ------- | ------- | ------- |
| Li Haotong    | Mężczyźni   | 70      | 73      | 71      | 75      | 289     | +5      | 50.     |
| Wu Ashun      | Mężczyźni   | 74      | 71      | 70      | 68      | 283     | −1      | 30.     |
| Feng Shanshan | Kobiety     | 70      | 67      | 68      | 69      | 274     | −10     | brąz    |
| Lin Xiyu      | Kobiety     | 72      | 74      | 74      | 69      | 289     | +5      | 38.     |

### Hokej na trawie
Turniej kobiet
- Reprezentacja kobiet

| - Li Dongxiao - Wang Mengyu - Li Jiaqi - De Jiaojiao - Cui Qiuxia - Yu Qian - Peng Yang - Liang Meiyu - Wang Na |  | - Zhang Jinrong - Ou Zixia - Li Hongxia - Wu Qiong - Zhang Xiaoxue - Sun Xiao - Zhao Yudiao - Song Qingling - Guo Jiajia |

Grupa A
| Drużyna          | M | Mecze | Mecze | Mecze | Bramki | Bramki | Bramki | Pkt |
| Drużyna          | M | W     | R     | P     | +      | -      | +/-    | Pkt |
| ---------------- | - | ----- | ----- | ----- | ------ | ------ | ------ | --- |
| Holandia         | 5 | 4     | 1     | 0     | 13     | 1      | +12    | 13  |
| Nowa Zelandia    | 5 | 3     | 1     | 1     | 11     | 5      | 6      | 10  |
| Niemcy           | 5 | 2     | 1     | 2     | 6      | 6      | 0      | 7   |
| Hiszpania        | 5 | 2     | 0     | 3     | 6      | 12     | -6     | 6   |
| Chiny            | 5 | 1     | 2     | 2     | 3      | 5      | -2     | 5   |
| Korea Południowa | 5 | 0     | 1     | 4     | 3      | 13     | -10    | 1   |

| 7 sierpnia 2016 | Chiny | 1:1 | Niemcy |  |

| Godzina: 13:30 | Peng 28' |  | Hahn 5' | Sędzia główny: Melissa Trivic Sędziowie liniowi: Sarah Wilson |

| 8 sierpnia 2016 | Hiszpania | 0:2 | Chiny |  |

| Godzina: 19:30 | Zhao 8' Peng 25' |  |  | Sędzia główny: Amber Church Sędziowie liniowi: Michelle Meister |

| 10 sierpnia 2016 | Chiny | 0:1 | Holandia |  |

| Godzina: 18:00 |  |  | van Male 59' | Sędzia główny: Kelly Hudson Sędziowie liniowi: Carolina de la Fuente |

| 12 sierpnia 2016 | Korea Południowa | 0:0 | Chiny |  |

| Godzina: 10:00 |  |  |  | Sędzia główny: Irene Presenqui Sędziowie liniowi: Soledad Iparraguirre |

| 13 sierpnia 2016 | Chiny | 0:3 | Nowa Zelandia |  |

| Godzina: 20:00 |  |  | Merry 21' Flynn 41' McLaren 42' | Sędzia główny: Amy Baxter Sędziowie liniowi: Kylie Seymour |

Reprezentacja Chin została sklasyfikowana na 9. miejscu.

### Jeździectwo

#### WKKW
| Zawodnik      | Koń        | Konkurencja   | Ujeżdżenie | Ujeżdżenie | Cross-country | Cross-country | Skoki        | Skoki        | Skoki | Skoki   | Łącznie | Łącznie |
| Zawodnik      | Koń        | Konkurencja   | Ujeżdżenie | Ujeżdżenie | Cross-country | Cross-country | Kwalifikacje | Kwalifikacje | Finał | Finał   | Łącznie | Łącznie |
| Zawodnik      | Koń        | Konkurencja   | Kary       | Miejsce    | Kary          | Miejsce       | Kary         | Miejsce      | Kary  | Miejsce | Kary    | Miejsce |
| ------------- | ---------- | ------------- | ---------- | ---------- | ------------- | ------------- | ------------ | ------------ | ----- | ------- | ------- | ------- |
| Alex Hua Tian | Don Geniro | indywidualnie | 42.40      | 12         | 13.20         | 55.60         | 4            | 8            | 4     | 8       | 63      | 8       |

### Judo
Mężczyźni
| Zawodnik        | Konkurencja | 1/32             | 1/16                       | 1/8                           | Ćwierćfinał              | Półfinał                | Pierwsza runda repasaży | Półfinał repasaży | Finał / 3.miejsce       | Finał / 3.miejsce |
| Zawodnik        | Konkurencja | Przeciwnik Wynik | Przeciwnik Wynik           | Przeciwnik Wynik              | Przeciwnik Wynik         | Przeciwnik Wynik        | Przeciwnik Wynik        | Przeciwnik Wynik  | Przeciwnik Wynik        | Pozycja           |
| --------------- | ----------- | ---------------- | -------------------------- | ----------------------------- | ------------------------ | ----------------------- | ----------------------- | ----------------- | ----------------------- | ----------------- |
| Ma Duanbin      | - 66 kg     | BYE              | Anass Houssein W 011 – 000 | Masashi Ebinuma P 000 – 011\| | NQ                       | NQ                      | NQ                      | NQ                | NQ                      | NQ                |
| Sai Yinjirigala | - 73 kg     | BYE              | Alex Pombo W 001 – 000     | Denis Jarcew P 000 – 100      | NQ                       | NQ                      | NQ                      | NQ                | NQ                      | NQ                |
| Cheng Xunzhao   | - 90 kg     | BYE              | Ilias Iliadis W 100 – 000  | Krisztián Tóth W 100 – 000    | Marcus Nyman W 100 – 000 | Mashu Baker P 000 – 100 | N/A                     | N/A               | Otgonbaatar P 001 – 000 | brąz              |

Kobiety
| Zawodniczka  | Konkurencja | 1/16                          | 1/8                                    | Ćwierćfinał                | Półfinał                     | Pierwsza runda repasaży   | Półfinał repasaży   | Finał                         | Finał   |
| Zawodniczka  | Konkurencja | Przeciwniczka Wynik           | Przeciwniczka Wynik                    | Przeciwniczka Wynik        | Przeciwniczka Wynik          | Przeciwniczka Wynik       | Przeciwniczka Wynik | Przeciwniczka Wynik           | Pozycja |
| ------------ | ----------- | ----------------------------- | -------------------------------------- | -------------------------- | ---------------------------- | ------------------------- | ------------------- | ----------------------------- | ------- |
| Ma Yingnan   | 52 kg       | BYE                           | Joana Ramos W 100 – 000                | Érika Miranda W 010 – 000  | Odette Giuffrida P 000 – 000 | N/A                       | N/A                 | Natalja Kuziutina P 000 – 100 | 5.      |
| Yang Junxia  | 63 kg       | Marian Urdabayeva W 100 – 000 | Tsedevsürengiin Mönkhzayaa W 100 – 001 | Tina Trstenjak P 000 – 101 | NQ                           | Jarden Dżerbi p 000 – 010 | NQ                  | NQ                            | 7.      |
| Zhou Chao    | 70 kg       | Haruka Tachimoto P 000 – 100  | NQ                                     | NQ                         | NQ                           | NQ                        | NQ                  | NQ                            | NQ      |
| Zhang Zhehui | 78 kg       | BYE                           | Kayla Harrison P 000 – 100             | NQ                         | NQ                           | NQ                        | NQ                  | NQ                            | NQ      |
| Yu Song      | +78 kg      | BYE                           | Sonia Asselah W 100 – 000              | Kayra Sayit W 111 – 000    | Emilie Andéol P 000 – 100    | N/A                       | N/A                 | Kim Min-jung W 100 – 000      | brąz    |

### Kajakarstwo

#### Kajakarstwo klasyczne
Mężczyźni
| Zawodnik   | Konkurencja | Eliminacje | Eliminacje | Półfinał | Półfinał | Finał  | Finał   |
| Zawodnik   | Konkurencja | Czas       | Miejsce    | Czas     | Miejsce  | Czas   | Miejsce |
| ---------- | ----------- | ---------- | ---------- | -------- | -------- | ------ | ------- |
| Li Qiang   | C-1 200 m   | 41,456     | 5.         | 40,066   | 3.       | 40,143 | 7.      |
| Wang Riwei | C-1 1000 m  | DNS        | DNS        | DNS      | DNS      | DNS    | DNS     |

Kobiety
| Zawodniczka                           | Konkurencja | Eliminacje | Eliminacje | Półfinał | Półfinał | Finał    | Finał   |
| Zawodniczka                           | Konkurencja | Czas       | Miejsce    | Czas     | Miejsce  | Czas     | Miejsce |
| ------------------------------------- | ----------- | ---------- | ---------- | -------- | -------- | -------- | ------- |
| Zhou Yu                               | K-1 200 m   | 42,187     | 4.         | 41,017   | 5.       | 41,928   | 11.     |
| Zhou Yu                               | K-1 500 m   | 1:53,043   | 1.         | 1:53,311 | 3.       | 1:54,994 | 6.      |
| Ma Qing Ren Wenjun                    | K-2 500 m   | 1:44,491   | 2.         | 1:44,780 | 5.       | 1:51,582 | 14.     |
| Li Yue Liu Haiping Ma Qing Ren Wenjun | K-4 500 m   | 1:38,730   | 6.         | 1:37,055 | 4.       | 1:40,071 | 11.     |

#### Kajakarstwo górskie
| Zawodnicy    | Konkurencje  | Eliminacje | Eliminacje | Eliminacje | Eliminacje | Eliminacje | Eliminacje | Półfinał | Półfinał | Finał | Finał   |
| Zawodnicy    | Konkurencje  | Czas       | Miejsce    | Czas       | Miejsce    | Najlepszy  | Miejsce    | Czas     | Miejsce  | Czas  | Miejsce |
| ------------ | ------------ | ---------- | ---------- | ---------- | ---------- | ---------- | ---------- | -------- | -------- | ----- | ------- |
| Shu Jianming | C-1 mężczyzn | 110.19     | 15.        | 100.68     | 9.         | 100.68     | 13. Q      | 108.73   | 14.      | NQ    | NQ      |
| Tan Ya       | K-1 mężczyzn | 100.62     | 17.        | 101.34     | 18.        | 100.62     | 19.        | NQ       | NQ       | NQ    | NQ      |
| Li Lu        | K-1 kobiet   | 119.63     | 16.        | 107.29     | 11.        | 107.29     | 13. Q      | 111.24   | 13.      | NQ    | NQ      |

### Kolarstwo

#### Kolarstwo górskie
| Zawodnik  | Konkurencja       | Czas        | Pozycja |
| --------- | ----------------- | ----------- | ------- |
| Yao Ping  | cross-country (k) | 1:43:20     | 24.     |
| Wang Zhen | cross-country (m) | 3 okrążenia | 43.     |

#### Kolarstwo torowe
Sprint
| Zawodnik                  | Konkurencja       | Kwalifikacje         | Runda 1                | Repasaże                        | Runda 2            | Repasaże                         | Ćwierćfinały    | Półfinały          | Finał                                                    | Finał   |
| Zawodnik                  | Konkurencja       | Czas Szybkość (km/h) | Przeciwnik Czas        | Przeciwnik Czas                 | Przeciwnik Czas    | Przeciwnik Czas                  | Przeciwnik Czas | Przeciwnik Czas    | Przeciwnik Czas                                          | Pozycja |
| ------------------------- | ----------------- | -------------------- | ---------------------- | ------------------------------- | ------------------ | -------------------------------- | --------------- | ------------------ | -------------------------------------------------------- | ------- |
| Xu Chao                   | indywidualnie (m) | 9,939 72,441         | Njisane Phillip 10,373 | BYE                             | Joachim Eilers     | Fabian Puerta Sam Webster 10,753 | Callum Skinner  | NQ                 | Patrick Constable Joachim Eilers Grégory Baugé           | 6.      |
| Gong Jinjie               | indywidualnie (k) | 10,068               | Elis Ligtlee           | Stephanie Morton Virginie Cueff | NQ                 | NQ                               | NQ              | NQ                 | NQ                                                       | NQ      |
| Zhong Tianshi             | indywidualnie (k) | 10,820               | Miriam Welte 11,310    | BYE                             | Anastasija Wojnowa | Anna Meares Miriam Welte 11,557  | Rebecca James   | NQ                 | Lee Wai Sze Simona Krupeckaitė Anastasija Wojnowa 11,197 | 5.      |
| Gong Jinjie Zhong Tianshi | drużynowo (k)     | 32,305 · 55,718      | N/A                    | N/A                             | N/A                | N/A                              | N/A             | Hiszpania · 31,928 | Rosja · 32,107                                           | złoto   |

Keirin
| Zawodnik      | Konkurencja | Runda 1 | Repesaż | Runda 2 | Finał   |
| Zawodnik      | Konkurencja | Pozycja | Pozycja | Pozycja | Pozycja |
| ------------- | ----------- | ------- | ------- | ------- | ------- |
| Gong Jinjie   | kobiety     | 5.      | 3.      | NQ      | NQ      |
| Zhong Tianshi | kobiety     | 2.      | BYE     | 5.      | 11.     |

Omnium
| Zawodnik     | Konkurencja | Scratch | Scratch | Wyścig na dochodzenie | Wyścig na dochodzenie | Wyścig na dochodzenie | Wyścig eliminacyjny | Wyścig eliminacyjny | Wyścig na 500 m | Wyścig na 500 m | Wyścig na 500 m | Okrążenie start lotny | Okrążenie start lotny | Okrążenie start lotny | Wyścig punktowy | Wyścig punktowy | Suma punktów | Pozycja |
| Zawodnik     | Konkurencja | Pozycja | Punkty  | Czas                  | Pozycja               | Punkty                | Pozycja             | Punkty              | Czas            | Pozycja         | Punkty          | Czas                  | Pozycja               | Punkty                | Punkty          | Pozycja         | Suma punktów | Pozycja |
| ------------ | ----------- | ------- | ------- | --------------------- | --------------------- | --------------------- | ------------------- | ------------------- | --------------- | --------------- | --------------- | --------------------- | --------------------- | --------------------- | --------------- | --------------- | ------------ | ------- |
| Luo Xiaoling | kobiety     | 15.     | 12      | 3:45,186              | 15.                   | 12                    | 10.                 | 22                  | 36,944          | 15.             | 12              | 14,740                | 17.                   | 8.                    | 2               | 12.             | 68           | 15.     |

Wyścig na dochodzenie drużynowy
| Zawodnik                                       | Konkurencja | Kwalifikacje | Kwalifikacje | Pierwsza runda    | Pierwsza runda | Finał                 | Finał |
| Zawodnik                                       | Konkurencja | Czas         | M.           | Przeciwnik Wynik  | M.             | Przeciwnik Wynik      | M.    |
| ---------------------------------------------- | ----------- | ------------ | ------------ | ----------------- | -------------- | --------------------- | ----- |
| Fan Yang Liu Hao Qin Chenlu Shen Ping’an       | mężczyźni   | 4:05,152     | 8.           | Włochy · 4:04,420 | 8.             | Szwajcaria · 4:03,687 | 8.    |
| Huang Dongyan Jing Yali Ma Menglu Zhao Baofang | Kobiety     | 4:25,246     | 6.           | Włochy · 4:23,678 | 7.             | Polska                | 7.    |

### Koszykówka
Turniej mężczyzn
- Reprezentacja mężczyzn

| - Zhao Jiwei - Sui Ran - Guo Ailun - Ding Yanyuhang - Zhai Xiaochuan - Zhou Peng |  | - Yi Jianlian - Li Gen - Li Muhao - Zou Yuchen - Zhou Qi - Wang Zhelin |

Tabela grupy
| Miejsce | Drużyna           | Mecze | Punkty | Zwyc. | Por. | Kosze   |
| ------- | ----------------- | ----- | ------ | ----- | ---- | ------- |
| 1       | Stany Zjednoczone | 4     | 8      | 4     | 0    | 232-131 |
| 2       | Australia         | 4     | 7      | 3     | 1    | 182-146 |
| 3       | Francja           | 4     | 7      | 3     | 1    | 166-157 |
| 4       | Serbia            | 4     | 5      | 1     | 3    | 154-147 |
| 5       | Wenezuela         | 4     | 5      | 1     | 3    | 131-199 |
| 6       | Chiny             | 4     | 4      | 0     | 4    | 122-207 |

| 6 sierpnia 201619:00 | Chiny                                      | 62:119(10:30, 20:29, 17:32, 15:28) | Stany Zjednoczone                                       | Carioca Arena 1, Rio de Janeiro Sędzia: * Stephen Seibel - Oļegs Latiševs - Sreten Radović |
| 6 sierpnia 201619:00 | Pkt:Yi 25 Zb:Yi, Zhao po 6 każdy As:Zhao 5 | 62:119(10:30, 20:29, 17:32, 15:28) | Pkt:Durant 25 Zb:Anthony, Jordan po 7 każdy As:Durant 6 | Carioca Arena 1, Rio de Janeiro Sędzia: * Stephen Seibel - Oļegs Latiševs - Sreten Radović |

| 8 sierpnia 201622:30 | Francja                                | 88:60(19:14, 23:9, 22:22, 24:15) | Chiny                                     | Carioca Arena 1, Rio de Janeiro Sędzia: * Juan Carlos Gonzalez - Piotr Pastusiak - Roberto Vazquez |
| 8 sierpnia 201622:30 | Pkt:De Colo 19 Zb:Batum 10 As:Parker 8 | 88:60(19:14, 23:9, 22:22, 24:15) | Pkt:Yi 19 Zb:Yi 6 As:Ding, Guo po 4 każdy | Carioca Arena 1, Rio de Janeiro Sędzia: * Juan Carlos Gonzalez - Piotr Pastusiak - Roberto Vazquez |

| 10 sierpnia 201622:30 | Wenezuela                                     | 72:68(25:13, 13:22, 13:15, 21:18) | Chiny                                      | Carioca Arena 1, Rio de Janeiro Sędzia: * Cristiano Maranho - Guilherme Locatelli - Sreten Radović |
| 10 sierpnia 201622:30 | Pkt:Colmenares 16 Zb:Colmenares 5 As:Vargas 5 | 72:68(25:13, 13:22, 13:15, 21:18) | Pkt:Yi 18 Zb:Yi 10 As:Guo, Zhou po 3 każdy | Carioca Arena 1, Rio de Janeiro Sędzia: * Cristiano Maranho - Guilherme Locatelli - Sreten Radović |

| 12 sierpnia 201614:15 | Chiny                      | 68:93(14:17, 20:27, 16:21, 18:28) | Australia                                      | Carioca Arena 1, Rio de Janeiro Sędzia: * Roberto Vázquez - Carlos Peruga - Sreten Radović |
| 12 sierpnia 201614:15 | Pkt:Yi 20 Zb:Yi 9 As:Guo 5 | 68:93(14:17, 20:27, 16:21, 18:28) | Pkt:Bairstow 17 Zb:Bairstow 9 As:Dellavedova 8 | Carioca Arena 1, Rio de Janeiro Sędzia: * Roberto Vázquez - Carlos Peruga - Sreten Radović |

| 14 sierpnia 201622:30 | Serbia                                                        | 94:60(24:18, 19:10, 35:15, 16:17) | Chiny                        | Carioca Arena 1, Rio de Janeiro Sędzia: * Juan Carlos Gonzalez - Guilherme Locatelli - Anne Panther |
| 14 sierpnia 201622:30 | Pkt:Bogdanović 19 Zb:Jokić 7 As:Marković, Teodosić po 5 każdy | 94:60(24:18, 19:10, 35:15, 16:17) | Pkt:Yi 20 Zb:Wang 8 As:Guo 8 | Carioca Arena 1, Rio de Janeiro Sędzia: * Juan Carlos Gonzalez - Guilherme Locatelli - Anne Panther |

Reprezentacja Chin została sklasyfikowana na 12. miejscu.
Turniej kobiet
- Reprezentacja kobiet

| - Zhao Zhifang - Chen Xiaojia - Li Shanshan - Shao Ting - Wu Di - Sun Mengxin |  | - Lu Wen - Huang Sijing - Gao Song - Sun Mengran - Huang Hongpin - Chen Nan |

| Miejsce | Drużyna           | Mecze | Punkty | Zwyc. | Por. | Kosze   |
| ------- | ----------------- | ----- | ------ | ----- | ---- | ------- |
| 1       | Stany Zjednoczone | 5     | 10     | 5     | 0    | 520-316 |
| 2       | Hiszpania         | 5     | 9      | 4     | 1    | 387-333 |
| 3       | Kanada            | 5     | 8      | 3     | 2    | 340-347 |
| 4       | Serbia            | 5     | 7      | 2     | 3    | 385-406 |
| 5       | Chiny             | 5     | 6      | 1     | 4    | 371-428 |
| 6       | Senegal           | 5     | 5      | 0     | 5    | 309-482 |

| 6 sierpnia 201614:15 | Chiny                                             | 68:90(9:19, 17:18, 20:23, 22:30) | Kanada                                   | Youth Arena, Rio de Janeiro Widzów: 2 314 Sędzia: * Juan Carlos García - Carlos Júlio - Anne Panther |
| 6 sierpnia 201614:15 | Pkt:Chen N 13 Zb:Sun Meng 5 As:Chen X, Sun Meng 3 | 68:90(9:19, 17:18, 20:23, 22:30) | Pkt:Tatham 20 Zb:Gaucher 10 As:Gaucher 7 | Youth Arena, Rio de Janeiro Widzów: 2 314 Sędzia: * Juan Carlos García - Carlos Júlio - Anne Panther |

| 8 sierpnia 201619:45 | Senegal                              | 64:101(21:26, 17:21, 15:26, 11:28) | Chiny                                   | Youth Arena, Rio de Janeiro Widzów: 2 907 Sędzia: * Karen Lasuik - Carlos Júlio - Chahinaz Boussetta |
| 8 sierpnia 201619:45 | Pkt:Traoré 16 Zb:Diarra 8 As:Dieng 4 | 64:101(21:26, 17:21, 15:26, 11:28) | Pkt:Shao, Sun Meng 17 Zb:Lu 7 As:Zhao 6 | Youth Arena, Rio de Janeiro Widzów: 2 907 Sędzia: * Karen Lasuik - Carlos Júlio - Chahinaz Boussetta |

| 10 sierpnia 201612:15 | Chiny                               | 68:89(18:14, 20:27, 21:23, 9:25) | Hiszpania                               | Youth Arena, Rio de Janeiro Widzów: 1 230 Sędzia: * Eddie Viator - Leandro Lezcano - Natalia Cuello |
| 10 sierpnia 201612:15 | Pkt:Shao 14 Zb:Sun Meng 8 As:Chen 6 | 68:89(18:14, 20:27, 21:23, 9:25) | Pkt:Torrens 32 Zb:Nichols 10 As:Palau 7 | Youth Arena, Rio de Janeiro Widzów: 1 230 Sędzia: * Eddie Viator - Leandro Lezcano - Natalia Cuello |

| 12 sierpnia 201612:15 | Serbia                                           | 80:72(24:14, 16:20, 26:9, 14:29) | Chiny                                                  | Youth Arena, Rio de Janeiro Widzów: 2 219 Sędzia: * Christos Christodoulou - Natalia Cuello - Nadege Zouzou |
| 12 sierpnia 201612:15 | Pkt:Dabović 23 Zb:Page, Petrović 8 As:Petrović 6 | 80:72(24:14, 16:20, 26:9, 14:29) | Pkt:Shao 16 Zb:Huang, Sun Meng 7 As:trzy zawodniczki 3 | Youth Arena, Rio de Janeiro Widzów: 2 219 Sędzia: * Christos Christodoulou - Natalia Cuello - Nadege Zouzou |

| 14 sierpnia 201612:15 | Chiny                                   | 62:105(9:32, 17:28, 14:18, 22:27) | Stany Zjednoczone                              | Youth Arena, Rio de Janeiro Widzów: 2 957 Sędzia: * Ferdinand Pascual - Robert Lottermoser - Chahinaz Boussetta |
| 14 sierpnia 201612:15 | Pkt:Sun Meng 16 Zb:Chen X 6 As:Chen X 6 | 62:105(9:32, 17:28, 14:18, 22:27) | Pkt:Charles, Griner 18 Zb:Griner 13 As:Moore 8 | Youth Arena, Rio de Janeiro Widzów: 2 957 Sędzia: * Ferdinand Pascual - Robert Lottermoser - Chahinaz Boussetta |

### Lekkoatletyka
Mężczyźni
Konkurencje biegowe
| Zawodnik                                                                | Konkurencja        | Eliminacje | Eliminacje | Ćwierćfinał | Ćwierćfinał | Półfinał | Półfinał | Finał   | Finał   |
| Zawodnik                                                                | Konkurencja        | Wynik      | Miejsce    | Wynik       | Miejsce     | Wynik    | Miejsce  | Wynik   | Miejsce |
| ----------------------------------------------------------------------- | ------------------ | ---------- | ---------- | ----------- | ----------- | -------- | -------- | ------- | ------- |
| Zhu Renxue                                                              | maraton            | N/A        | N/A        | N/A         | N/A         | N/A      | N/A      | 2:25:31 | 96.     |
| Dong Guojian                                                            | maraton            | N/A        | N/A        | N/A         | N/A         | N/A      | N/A      | 2:15:32 | 29.     |
| Duo Bujie                                                               | maraton            | N/A        | N/A        | N/A         | N/A         | N/A      | N/A      | 2:24:22 | 91.     |
| Han Yucheng                                                             | chód 50 km         | N/A        | N/A        | N/A         | N/A         | N/A      | N/A      | 4:32:35 | 47.     |
| Wang Zhendong                                                           | chód 50 km         | N/A        | N/A        | N/A         | N/A         | N/A      | N/A      | 3:48:50 | 11.     |
| Yu Wei                                                                  | chód 50 km         | N/A        | N/A        | N/A         | N/A         | N/A      | N/A      | 3:43:00 | 5.      |
| Chen Ding                                                               | chód 20 km         | N/A        | N/A        | N/A         | N/A         | N/A      | N/A      | 1:23:54 | 39.     |
| Cai Zelin                                                               | chód 20 km         | N/A        | N/A        | N/A         | N/A         | N/A      | N/A      | 1:19:26 | srebro  |
| Wang Zhen                                                               | chód 20 km         | N/A        | N/A        | N/A         | N/A         | N/A      | N/A      | 1:19:14 | złoto   |
| Su Bingtian                                                             | 100 m              | BYE        | BYE        | 10,17       | 3.          | 10,08    | 4        | NQ      | NQ      |
| Xie Zhenye                                                              | 100 m              | BYE        | BYE        | 10,08       | 1.          | 10,11    | 7.       | NQ      | NQ      |
| Zhang Peimeng                                                           | 100 m              | BYE        | BYE        | 10,36       | 7.          | NQ       | NQ       | NQ      | NQ      |
| Zhang Peimeng                                                           | 110 m przez płotki | 13,69      | 7.         | N/A         | N/A         | NQ       | NQ       | NQ      | NQ      |
| Mo Youxue Su Bingtian Tang Xingqiang Xie Zhenye Yang Yang Zhang Peimeng | sztafeta 4 × 100 m | 37,82      | 2.         | N/A         | N/A         | N/A      | N/A      | 37,90   | 4.      |

Konkurencje techniczne
| Zawodnik        | Konkurencja   | Kwalifikacje | Kwalifikacje | Finał | Finał   |
| Zawodnik        | Konkurencja   | Wynik        | Miejsce      | Wynik | Miejsce |
| --------------- | ------------- | ------------ | ------------ | ----- | ------- |
| Gao Xinglong    | skok w dal    | NM           | -            | NQ    | NQ      |
| Huang Changzhou | skok w dal    | 7,95         | 9.           | 7,85  | 11.     |
| Wang Jianan     | skok w dal    | 8,24         | 1.           | 8,17  | 5.      |
| Cao Shuo        | trójskok      | 16,97        | 5.           | 17,13 | 4.      |
| Dong Bin        | trójskok      | 17,10        | 2.           | 17,58 | brąz    |
| Xu Xiaolong     | trójskok      | 16,65        | 11.          | 16,41 | 11.     |
| Zhang Guowei    | skok wzwyż    | 2,22         | 25.          | NQ    | NQ      |
| Wang Yu         | skok wzwyż    | 2,22         | 32.          | NQ    | NQ      |
| Huang Bokai     | skok o tyczce | 5,45         | 16.          | NQ    | NQ      |
| Xue Changrui    | skok o tyczce | 5,70         | 4.           | 5,65  | 6.      |
| Yao Jie         | skok o tyczce | 5,60         | 14.          | NQ    | NQ      |

Kobiety
Konkurencje biegowe
| Zawodnik                                                             | Konkurencja           | Eliminacje | Eliminacje | Ćwierćfinał | Ćwierćfinał | Półfinał | Półfinał | Finał   | Finał   |
| Zawodnik                                                             | Konkurencja           | Wynik      | Miejsce    | Wynik       | Miejsce     | Wynik    | Miejsce  | Wynik   | Miejsce |
| -------------------------------------------------------------------- | --------------------- | ---------- | ---------- | ----------- | ----------- | -------- | -------- | ------- | ------- |
| Hua Shaoqing                                                         | maraton               | N/A        | N/A        | N/A         | N/A         | N/A      | N/A      | 2:45:09 | 79.     |
| Yue Chao                                                             | maraton               | N/A        | N/A        | N/A         | N/A         | N/A      | N/A      | 2:39:09 | 53.     |
| Zhang Xinyan                                                         | 3000 m z przeszkodami | 9:31,47    | 19.        | N/A         | N/A         | N/A      | N/A      | NQ      | NQ      |
| Wei Yongli                                                           | 100 m                 | BYE        | BYE        | 11,48       | 5.          | NQ       | NQ       | NQ      | NQ      |
| Yuan Qiqi                                                            | 100 m                 | BYE        | BYE        | 11,56       | 6.          | NQ       | NQ       | NQ      | NQ      |
| Wang Chunyu                                                          | 800 m                 | 1:59,93    | 4.         | N/A         | N/A         | 2:04,5   | 8.       | NQ      | NQ      |
| Wu Shuijiao                                                          | 100 m przez płotki    | 13,03      | 4.         | N/A         | N/A         | NQ       | NQ       | NQ      | NQ      |
| Liu Hong                                                             | chód na 20 km         | N/A        | N/A        | N/A         | N/A         | N/A      | N/A      | 1:28:35 | złoto   |
| Lü Xiuzhi                                                            | chód na 20 km         | N/A        | N/A        | N/A         | N/A         | N/A      | N/A      | 1:28:42 | brąz    |
| Qieyang Shenjie                                                      | chód na 20 km         | N/A        | N/A        | N/A         | N/A         | N/A      | N/A      | 1:29:04 | 5.      |
| Ge Manqi Kong Lingwei Liang Xiaojing Lin Huijun Wei Yongli Yuan Qiqi | sztafeta 4 × 100 m    | 42,70      | 4.         | N/A         | N/A         | N/A      | N/A      | NQ      | NQ      |

Konkurencje techniczne
| Zawodniczka  | Konkurencja    | Kwalifikacje | Kwalifikacje | Finał | Finał   |
| Zawodniczka  | Konkurencja    | Wynik        | Miejsce      | Wynik | Miejsce |
| ------------ | -------------- | ------------ | ------------ | ----- | ------- |
| Liu Tingting | rzut młotem    | 69,14        | 16.          | NQ    | NQ      |
| Wang Zheng   | rzut młotem    | 70,60        | 10.          | NM    | –       |
| Zhang Wenxiu | rzut młotem    | 73,58        | 2.           | 76,75 | srebro  |
| Li Lingwei   | rzut oszczepem | 60,91        | 15.          | NQ    | NQ      |
| Liu Shiying  | rzut oszczepem | 57,16        | 23.          | NQ    | NQ      |
| Lü Huihui    | rzut oszczepem | 63,28        | 7.           | 64,04 | 7.      |
| Bian Ka      | pchnięcie kulą | 17,68        | 16.          | NQ    | NQ      |
| Gao Yang     | pchnięcie kulą | 16,17        | 33.          | NQ    | NQ      |
| Gong Lijiao  | pchnięcie kulą | 18,74        | 5.           | 19,39 | 4.      |
| Li Ling      | skok o tyczce  | 4,55         | 16.          | NQ    | NQ      |
| Ren Mengqian | skok o tyczce  | NM           | -            | NQ    | NQ      |
| Chen Yang    | rzut dyskiem   | 61,44        | 10.          | 63,11 | 7.      |
| Feng Bin     | rzut dyskiem   | 62,01        | 8.           | 63,06 | 8.      |
| Su Xinyue    | rzut dyskiem   | 65,14        | 2.           | 64,37 | 5.      |
| Li Xiaohong  | trójskok       | 13,30        | 34.          | NQ    | NQ      |

### Łucznictwo
Mężczyźni
| Zawodnik                       | Konkurencja   | Eliminacje | Eliminacje | 1/32                | 1/16             | 1/8                                              | Ćwierćfinał                                       | Półfinał                                                 | Finał                                     | Finał   |
| Zawodnik                       | Konkurencja   | Punkty     | Miejsce    | Przeciwnik Wynik    | Przeciwnik Wynik | Przeciwnik Wynik                                 | Przeciwnik Wynik                                  | Przeciwnik Wynik                                         | Przeciwnik Wynik                          | Miejsce |
| ------------------------------ | ------------- | ---------- | ---------- | ------------------- | ---------------- | ------------------------------------------------ | ------------------------------------------------- | -------------------------------------------------------- | ----------------------------------------- | ------- |
| Gu Xuesong                     | Indywidualnie | 670        | 17.        | Duziełbajew L 4–6   | NQ               | NQ                                               | NQ                                                | NQ                                                       | NQ                                        | 33.     |
| Wang Dapeng                    | Indywidualnie | 667        | 19.        | Malavé Burgos L 2–6 | NQ               | NQ                                               | NQ                                                | NQ                                                       | NQ                                        | 33.     |
| Xing Yu                        | Indywidualnie | 660        | 32.        | Agatha L 1–7        | NQ               | NQ                                               | NQ                                                | NQ                                                       | NQ                                        | 33.     |
| Gu Xuesong Wang Dapeng Xing Yu | Drużynowo     | 1997       | 6.         | BYE                 | BYE              | Brazylia · D'Almeida · Oliveira · Xavier · W 6–2 | Włochy · Galiazzo · Nespoli · Pasqualucci · W 6–0 | Stany Zjednoczone · Ellison · Kaminski · Garrett · L 0–6 | Australia · Worth · Potts · Tyack · L 2–6 | 4.      |

Kobiety
| Zawodnik                    | Konkurencja   | Eliminacje | Eliminacje | 1/32             | 1/16                 | 1/8              | Ćwierćfinał                               | Półfinał         | Finał            | Finał   |
| Zawodnik                    | Konkurencja   | Punkty     | Miejsce    | Przeciwnik Wynik | Przeciwnik Wynik     | Przeciwnik Wynik | Przeciwnik Wynik                          | Przeciwnik Wynik | Przeciwnik Wynik | Miejsce |
| --------------------------- | ------------- | ---------- | ---------- | ---------------- | -------------------- | ---------------- | ----------------------------------------- | ---------------- | ---------------- | ------- |
| Cao Hui                     | Indywidualnie | 631        | 28.        | Senyuk W 7–1     | Dashidorzhieva W 6–4 | Lisa Unruh L 6–2 | NQ                                        | NQ               | NQ               | 9.      |
| Qi Yuhong                   | Indywidualnie | 649        | 11.        | Canetta W 7–1    | Longová W 6–0        | Wu Jx L 5-6      | NQ                                        | NQ               | NQ               | 9.      |
| Wu Jiaxin                   | Indywidualnie | 653        | 6.         | Hayashi W 7–1    | Mirca W 6–0          | Qi Yh W 6–5      | Ki B-b L 2-6                              | NQ               | NQ               | 6.      |
| Cao Hui Qi Yuhong Wu Jiaxin | Drużynowo     | 1933       | 3.         | BYE              | BYE                  | BYE              | Włochy · Sartori · Boari · Mandia · L 3-5 | NQ               | NQ               | 7.      |

### Pięciobój nowoczesny
| Zawodnik      | Konkurencja | Szermierka | Szermierka | Szermierka | Pływanie | Pływanie | Pływanie | Jazda konna | Jazda konna | Jazda konna | Kombinacja: strzelanie/bieg przełajowy | Kombinacja: strzelanie/bieg przełajowy | Kombinacja: strzelanie/bieg przełajowy | Suma punktów | Pozycja |
| Zawodnik      | Konkurencja | Wynik      | M.         | Punkty     | Czas     | M.       | Punkty   | Kary        | M.          | Punkty      | Czas                                   | M.                                     | Punkty                                 | Suma punktów | Pozycja |
| ------------- | ----------- | ---------- | ---------- | ---------- | -------- | -------- | -------- | ----------- | ----------- | ----------- | -------------------------------------- | -------------------------------------- | -------------------------------------- | ------------ | ------- |
| Cao Zhongrong | mężczyźni   | 17         | 22.        | 204        | 2:00,08  | 5.       | 340      | 0           | 4.          | 300         | 11:51,14                               | 28.                                    | 589                                    | 1433         | 16.     |
| Guo Jianli    | mężczyźni   | 19         | 17.        | 214        | 2:01,94  | 10.      | 335      | 14          | 15.         | 286         | 11:45,98                               | 27.                                    | 595                                    | 1430         | 18.     |
| Chen Qian     | kobiety     | 22         | 5.         | 232        | 2:18,75  | 20.      | 284      | 8           | 13.         | 292         | 12:45,07                               | 9.                                     | 535                                    | 1343         | 4.      |
| Zhang Xiaonan | kobiety     | 22         | 6.         | 232        | 2:22,67  | 33.      | 272      | 21          | 21.         | 279         | 13:20,79                               | 26.                                    | 500                                    | 1285         | 18.     |

### Piłka nożna
Turniej kobiet
- Reprezentacja kobiet

| - Zhao Lina - Liu Shanshan - Xue Jiao - Gao Chen - Wu Haiyan - Li Dongna - Li Ying - Tan Ruyin - Ma Xiaoxu |  | - Yang Li - Wang Shanshan - Wang Shuang - Pang Fengyue - Zhao Rong - Zhang Rui - Yang Man - Gu Yasha - Zhang Yue |

Grupa E
| Zespół            | M | Z | R | P | GZ | GS | GR | Pkt |
| ----------------- | - | - | - | - | -- | -- | -- | --- |
| Brazylia          | 3 | 2 | 1 | 0 | 8  | 1  | +7 | 7   |
| Chiny             | 3 | 1 | 1 | 1 | 2  | 3  | -1 | 4   |
| Szwecja           | 3 | 1 | 1 | 1 | 2  | 5  | -3 | 4   |
| Południowa Afryka | 3 | 0 | 1 | 2 | 0  | 3  | -3 | 0   |

| 3 sierpnia 2016 | Brazylia                                        | 3:0   | Chiny |                                                                                      |
| 21:00 CET       | Monica 36' · Andressa Alves 59' · Cristiane 90' | (1:0) |       | Estádio Olímpico João Havelange, Rio de Janeiro Widzów: 27 618 Sędzia: Carol Chenard |

| 7 sierpnia 2016 | Południowa Afryka | 0:2   | Chiny                          |                                                                                       |
| 00:00 CET       |                   | (0:1) | 45+1' Gu Yasha · 87' Tan Ruyin | Estádio Olímpico João Havelange, Rio de Janeiro Widzów: 25 000 Sędzia: Esther Staubli |

| 10 sierpnia 2016 | Chiny | 0:0   | Szwecja |                                                                     |
| 03:00 CET        |       | (0:0) |         | Estádio Mané Garrincha, Brasília Widzów: 7 648 Sędzia: Olga Miranda |

Ćwierćfinał
| 12 sierpnia 2016 | Chiny | 0:1   | Niemcy                |                                                                           |
| 21:00 CET        |       | (0:0) | 76' Melanie Behringer | Itaipava Arena Fonte Nova, Salvador Widzów: 9 642 Sędzia: Kateryna Monzul |

### Piłka wodna
Turniej kobiet
Reprezentacja Chin
| - Yang Jun - Ma Huanhuan - Mei Xiaohan - Xiong Dunhan - Niu Guannan - Sun Yating - Song Donglun |  | - Zhang Cong - Zhao Zihan - Zhang Weiwei - Wang Xinyan - Zhang Jing - Peng Lin |

Grupa B
| Drużyna           | M | Mecze | Mecze | Mecze | Bramki | Bramki | Bramki | Pkt |
| Drużyna           | M | W     | R     | P     | +      | -      | +/-    | Pkt |
| ----------------- | - | ----- | ----- | ----- | ------ | ------ | ------ | --- |
| Stany Zjednoczone | 3 | 3     | 0     | 0     | 34     | 14     | 20     | 6   |
| Hiszpania         | 3 | 2     | 0     | 1     | 27     | 29     | -2     | 4   |
| Węgry             | 3 | 1     | 0     | 2     | 29     | 33     | -4     | 2   |
| Chiny             | 3 | 0     | 0     | 3     | 23     | 37     | -14    | 0   |

| 9 sierpnia 201609:00 | Chiny                      | 11:13(2:2, 4:4, 3:6, 2:1) | Węgry          | Centro Aquático Maria Lenk, Rio de Janeiro Sędzia: Nenad Peris Georgios Stavridis |
| 9 sierpnia 201609:00 | Ma Huanhuan, Niu Guannan 3 | 11:13(2:2, 4:4, 3:6, 2:1) | Dóra Czigány 4 | Centro Aquático Maria Lenk, Rio de Janeiro Sędzia: Nenad Peris Georgios Stavridis |

| 11 sierpnia 201611:40 | Chiny                   | 4:12(1:4, 0:3, 2:3, 1:2) | Stany Zjednoczone     | Centro Aquático Maria Lenk, Rio de Janeiro Sędzia: Radosław Koryzna Filippo Gomez |
| 11 sierpnia 201611:40 | cztery zawodniczki po 1 | 4:12(1:4, 0:3, 2:3, 1:2) | Musselman, Steffens 4 | Centro Aquático Maria Lenk, Rio de Janeiro Sędzia: Radosław Koryzna Filippo Gomez |

| 13 sierpnia 201609:00 | Chiny        | 8:12(2:3, 4:4, 1:2, 1:3) | Hiszpania     | Centro Aquático Maria Lenk, Rio de Janeiro Sędzia: Boris Margeta German Moller |
| 13 sierpnia 201609:00 | Zhang Cong 3 | 8:12(2:3, 4:4, 1:2, 1:3) | Laura López 4 | Centro Aquático Maria Lenk, Rio de Janeiro Sędzia: Boris Margeta German Moller |

Ćwierćfinał
| 15 sierpnia 201619:00 | Włochy             | 12:7(1:1, 3:1, 4:2, 4:3) | Chiny        | Centro Aquático Maria Lenk, Rio de Janeiro Sędzia: Georgios Stavridis Adrian Alexandrescu |
| 15 sierpnia 201619:00 | Roberta Bianconi 3 | 12:7(1:1, 3:1, 4:2, 4:3) | Zhang Cong 3 | Centro Aquático Maria Lenk, Rio de Janeiro Sędzia: Georgios Stavridis Adrian Alexandrescu |

Miejsca 5 – 8
| 17 sierpnia 201615:10 | Hiszpania             | 11:6(2:2, 2:0, 4:2, 3:2) | Chiny         | Centro Aquático Maria Lenk, Rio de Janeiro Sędzia: Radosław Koryzna Fabio Toffoli |
| 17 sierpnia 201615:10 | pięć zawodniczek po 2 | 11:6(2:2, 2:0, 4:2, 3:2) | Ma Huanhuan 2 | Centro Aquático Maria Lenk, Rio de Janeiro Sędzia: Radosław Koryzna Fabio Toffoli |

| 19 sierpnia 201610:00 | Brazylia             | 5:10(2:2, 0:2, 0:2, 3:4) | Chiny                 | Centro Aquático Maria Lenk, Rio de Janeiro Sędzia: Daniel Flahive Nenad Peris |
| 19 sierpnia 201610:00 | Izabella Chiappini 3 | 5:10(2:2, 0:2, 0:2, 3:4) | trzy zawodniczki po 2 | Centro Aquático Maria Lenk, Rio de Janeiro Sędzia: Daniel Flahive Nenad Peris |

Reprezentacja Chin ostatecznie zajęła 7. miejsce.

### Pływanie
Mężczyźni
| Zawodnik                                    | Konkurencja       | Eliminacje | Eliminacje | Półfinał | Półfinał | Finał     | Finał   |
| Zawodnik                                    | Konkurencja       | Czas       | Miejsce    | Czas     | Miejsce  | Czas      | Miejsce |
| ------------------------------------------- | ----------------- | ---------- | ---------- | -------- | -------- | --------- | ------- |
| Yu Hexin                                    | 50m dowolnym      | 22,20      | 20.        | NQ       | NQ       | NQ        | NQ      |
| Ning Zetao                                  | 50m dowolnym      | 22,38      | 30.        | NQ       | NQ       | NQ        | NQ      |
| Ning Zetao                                  | 100m dowolnym     | 48,57      | 14.        | 48,37    | 6.       | NQ        | NQ      |
| Yu Hexin                                    | 100m dowolnym     | 48,87      | 25.        | NQ       | NQ       | NQ        | NQ      |
| Sun Yang                                    | 200m dowolnym     | 1:45,75    | 1.         | 1:44,63  | 1.       | 1:44,65   | złoto   |
| Shang Keyuan                                | 200m dowolnym     | 1:48,46    | 32.        | NQ       | NQ       | NQ        | NQ      |
| Sun Yang                                    | 400m dowolnym     | 3:44,23    | 4.         | N/A      | N/A      | 3:41,68   | srebro  |
| Qiu Ziao                                    | 400m dowolnym     | 3:49,45    | 26.        | N/A      | N/A      | NQ        | NQ      |
| Sun Yang                                    | 1500m dowolnym    | 15:01,97   | 16.        | N/A      | N/A      | NQ        | NQ      |
| Qiu Ziao                                    | 1500m dowolnym    | 15:06,71   | 20.        | N/A      | N/A      | NQ        | NQ      |
| Xu Jiayu                                    | 100m grzbietowym  | 53,01      | 2.         | 52,73    | 2.       | 52,31     | srebro  |
| Li Guangyuan                                | 100m grzbietowym  | 54,36      | 21.        | NQ       | NQ       | NQ        | NQ      |
| Xu Jiayu                                    | 200m grzbietowym  | 1:55,51    | 2.         | 1:55,66  | 2.       | 1:55,16   | 4.      |
| Li Guangyuan                                | 200m grzbietowym  | 1:56,85    | 11.        | 1:55,92  | 4.       | 1:55,89   | 6.      |
| Li Xiang                                    | 100m klasycznym   | 59,55      | 11.        | 1:00,25  | 7.       | NQ        | NQ      |
| Yan Zibei                                   | 100m klasycznym   | 1:00,88    | 27.        | NQ       | NQ       | NQ        | NQ      |
| Mao Feilian                                 | 200m klasycznym   | 2:09,80    | 9.         | 2:09,64  | 5.       | NQ        | NQ      |
| Li Xiang                                    | 200m klasycznym   | 2:10,17    | 13.        | 2:10,93  | 6.       | NQ        | NQ      |
| Li Zhuhao                                   | 100m motylkowym   | 51,78      | 8.         | 51,51    | 3.       | 51,26     | 5.      |
| Zhang Qibin                                 | 100m motylkowym   | 52,84      | 27.        | NQ       | NQ       | NQ        | NQ      |
| Li Zhuhao                                   | 200m motylkowym   | 1:56,72    | 16.        | 1:57,62  | 8.       | NQ        | NQ      |
| Wu Yuhang                                   | 200m motylkowym   | 1:59,04    | 27.        | NQ       | NQ       | NQ        | NQ      |
| Wang Shun                                   | 200m zmiennym     | 1:58,98    | 8.         | 1:58,12  | 2.       | 1:57,05   | złoto   |
| Hu Yixuan                                   | 200m zmiennym     | 2:00,70    | 22.        | NQ       | NQ       | NQ        | NQ      |
| Wang Shun                                   | 400m zmiennym     | 4:14,46    | 10.        | N/A      | N/A      | NQ        | NQ      |
| Zu Lijun                                    | 10 km             | N/A        | N/A        | N/A      | N/A      | 1:53:02,0 | 4.      |
| He Jianbin Lin Yongqing Ning Zetao Yu Hexin | 4 × 100m dowolnym | DSQ        | DSQ        | N/A      | N/A      | NQ        | NQ      |
| Xu Jiayu Li Xiang Li Zhuhao Ning Zetao      | 4 × 100m zmiennym | 3:32,57    | 4.         | N/A      | N/A      | DSQ       | DSQ     |

Kobiety
| Zawodniczka                                                     | Konkurencja       | Eliminacje | Eliminacje | Półfinał | Półfinał | Finał     | Finał   |
| Zawodniczka                                                     | Konkurencja       | Czas       | Miejsce    | Czas     | Miejsce  | Czas      | Miejsce |
| --------------------------------------------------------------- | ----------------- | ---------- | ---------- | -------- | -------- | --------- | ------- |
| Liu Xiang                                                       | 50m dowolnym      | 24,91      | 18.        | NQ       | NQ       | NQ        | NQ      |
| Chen Xinji                                                      | 50m dowolnym      | DNS        | DNS        | NQ       | NQ       | NQ        | NQ      |
| Zhu Menghui                                                     | 100m dowolnym     | 54,15      | 11.        | 53,98    | 5.       | NQ        | NQ      |
| Shen Duo                                                        | 100m dowolnym     | 54,41      | 15.        | NQ       | NQ       | NQ        | NQ      |
| Shen Duo                                                        | 200m dowolnym     | 1:56,52    | 6.         | 1:56,03  | 1.       | 1:55,25   | 5.      |
| Ai Yanhan                                                       | 200m dowolnym     | 1:56,77    | 8.         | 1:57,41  | 6.       | NQ        | NQ      |
| Zhang Yuhan                                                     | 400m dowolnym     | 4:06,30    | 9.         | N/A      | N/A      | NQ        | NQ      |
| Cao Yue                                                         | 400m dowolnym     | 4:19,57    | 28.        | N/A      | N/A      | NQ        | NQ      |
| Hou Yawen                                                       | 800m dowolnym     | 8:30,59    | 11.        | N/A      | N/A      | NQ        | NQ      |
| Zhang Yuhan                                                     | 800m dowolnym     | 8:35,32    | 18.        | N/A      | N/A      | NQ        | NQ      |
| Shi Jinglin                                                     | 100m klasycznym   | 1:05,78    | 5.         | 1:06,31  | 2.       | 1:06,37   | 4.      |
| Zhang Xinyu                                                     | 100m klasycznym   | 1:07,59    | 22.        | NQ       | NQ       | NQ        | NQ      |
| Shi Jinglin                                                     | 200m klasycznym   | 2:24,33    | 9.         | 2:22,37  | 3.       | 2:22,28   | brąz    |
| Yu Jingyao                                                      | 200m klasycznym   | 2:28,65    | 24.        | NQ       | NQ       | NQ        | NQ      |
| Lu Ying                                                         | 100m motylkowym   | 57,08      | 5.         | 57,15    | 4.       | 56,76     | 4.      |
| Chen Xinyi                                                      | 100m motylkowym   | DSQ        | DSQ        | DSQ      | DSQ      | DSQ       | DSQ     |
| Zhang Yufei                                                     | 200m motylkowym   | 2:07,55    | 8.         | 2:06,95  | 2.       | 2:07,40   | 6.      |
| Zhou Yilin                                                      | 200m motylkowym   | 2:08,21    | 12.        | 2:06,52  | 1.       | 2:07,37   | 5.      |
| Fu Yuanhui                                                      | 100m grzbietowym  | 1:00,02    | 9.         | 58,95    | 3.       | 58,76     | brąz    |
| Wang Xue’er                                                     | 100m grzbietowym  | 1:00,59    | 14.        | 1:01,44  | 8.       | NQ        | NQ      |
| Liu Yaxin                                                       | 200m grzbietowym  | 2:08,84    | 6.         | 2:07,56  | 2.       | 2:09,03   | 7.      |
| Chen Jie                                                        | 200m grzbietowym  | 2:14,18    | 27.        | NQ       | NQ       | NQ        | NQ      |
| Ye Shiwen                                                       | 200m zmiennym     | 2:10,56    | 7.         | 2:09,33  | 2.       | 2:13,56   | 8.      |
| Zhou Min                                                        | 200m zmiennym     | 2:14,81    | 23.        | NQ       | NQ       | NQ        | NQ      |
| Ye Shiwen                                                       | 400m zmiennym     | 4:45,86    | 27.        | N/A      | N/A      | NQ        | NQ      |
| Zhou Min                                                        | 400m zmiennym     | 4:50,38    | 32.        | N/A      | N/A      | NQ        | NQ      |
| Xin Xin                                                         | 10 km             | N/A        | N/A        | N/A      | N/A      | 1:57:14,4 | 4.      |
| Zhu Menghui Sun Meichen Tang Yi Shen Duo                        | 4 × 100m dowolnym | 3:37,25    | 9.         | N/A      | N/A      | NQ        | NQ      |
| Ai Yanhan Zhang Yuhan Dong Jie Wang Shijia Shen Duo Zhang Yuhan | 4 × 200m dowolnym | 7:49,58    | 3.         | N/A      | N/A      | 7:47,96   | 4.      |
| Fu Yuanhui Zhang Xinyu Lu Ying Shen Duo Shi Jinglin Zhu Menghui | 4 × 100m zmiennym | 3:58,23    | 6.         | N/A      | N/A      | 3:55,18   | 4.      |

### Pływanie synchroniczne
| Zawodnik                                                                                           | Konkurencja | Eliminacje       | Eliminacje    | Eliminacje | Eliminacje | Finał            | Finał         | Finał    | Finał   |
| Zawodnik                                                                                           | Konkurencja | Runda techniczna | Runda dowolna | Razem      | Miejsce    | Runda techniczna | Runda dowolna | Razem    | Miejsce |
| Huang Xuechen Sun Wenyan                                                                           | Duety       | 95,3688          | 96,0667       | 191,4355   | 2.         | 95,3688          | 97,0000       | 192,3688 | srebro  |
| Huang Xuechen Sun Wenyan Zeng Zhen Liang Xinping Gu Xiao Yin Chengxin Guo Li Tang Mengni Li Xiaolu | Drużyny     | N/A              | N/A           | N/A        | N/A        | 95,6174          | 97,3667       | 192,9841 | srebro  |

### Podnoszenie ciężarów
Mężczyźni
| Zawodnik      | Konkurencja | Rwanie | Rwanie  | Podrzut | Podrzut | Razem  | Pozycja |
| Zawodnik      | Konkurencja | Wynik  | Pozycja | Wynik   | Pozycja | Razem  | Pozycja |
| ------------- | ----------- | ------ | ------- | ------- | ------- | ------ | ------- |
| Long Qingquan | -56 kg      | 137 kg | 1.      | 170 kg  | 1.      | 307 kg | złoto   |
| Chen Lijun    | -62 kg      | -      | -       | DNF     | DNF     | DNF    | DNF     |
| Shi Zhiyong   | -69 kg      | 162 kg | 2.      | 190 kg  | 1.      | 352 kg | złoto   |
| Lü Xiaojun    | -77 kg      | 177 kg | 1.      | 202 kg  | 2.      | 379 kg | srebro  |
| Tian Tao      | -85 kg      | 178 kg | 2.      | 217 kg  | 1.      | 396 kg | srebro  |
| Yang Zhe      | -105 kg     | 190 kg | 4.      | 225 kg  | 3.      | 415 kg | 4.      |

Kobiety
| Zawodniczka  | Konkurencja | Rwanie | Rwanie  | Podrzut | Podrzut | Razem  | Pozycja |
| Zawodniczka  | Konkurencja | Wynik  | Pozycja | Wynik   | Pozycja | Razem  | Pozycja |
| ------------ | ----------- | ------ | ------- | ------- | ------- | ------ | ------- |
| Li Yajun     | -53 kg      | 101 kg | 1.      | -       | -       | DNF    | DNF     |
| Deng Wei     | -63 kg      | 115 kg | 1.      | 147 kg  | 1.      | 262 kg | złoto   |
| Xiang Yanmei | -69 kg      | 116 kg | 1.      | 145 kg  | 1.      | 261 kg | złoto   |
| Meng Suping  | +75 kg      | 130 kg | 2.      | 177 kg  | 1.      | 307 kg | złoto   |

### Siatkówka
Kobiety
- Reprezentacja kobiet

| - Yuan Xinyue - Zhu Ting - Yang Fangxu - Gong Xiangyu - Wei Qiuyue - Zhang Changning |  | - Liu Xiaotong - Xu Yunli - Hui Ruoqi - Lin Li - Ding Xia - Yan Ni |

| Drużyna | Konkurencja | Faza grupowa     | Faza grupowa     | Faza grupowa      | Faza grupowa     | Faza grupowa              | Faza grupowa | Ćwierćfinały     | Półfinały        | Finał            | Pozycja |
| Drużyna | Konkurencja | Przeciwnik Wynik | Przeciwnik Wynik | Przeciwnik Wynik  | Przeciwnik Wynik | Przeciwnik Wynik          | Pozycja      | Przeciwnik Wynik | Przeciwnik Wynik | Przeciwnik Wynik | Pozycja |
| ------- | ----------- | ---------------- | ---------------- | ----------------- | ---------------- | ------------------------- | ------------ | ---------------- | ---------------- | ---------------- | ------- |
| Chiny   | kobiety     | Holandia · 2 : 3 | Włochy · 3 : 0   | Portoryko · 3 : 0 | Serbia · 0 : 3   | Stany Zjednoczone · 1 : 3 | 4.           | Brazylia · 3 : 2 | Holandia · 3 : 1 | Serbia · 3 : 1   | złoto   |

#### Siatkówka plażowa
Kobiety
| Zawodniczka       | Konkurencja | Faza grupowa                                              | Faza grupowa                                      | Faza grupowa                                              | Pozycja | 1/8                                                 | Ćwierćfinały     | Półfinały        | Finał            | Finał   |
| Zawodniczka       | Konkurencja | Przeciwnik Wynik                                          | Przeciwnik Wynik                                  | Przeciwnik Wynik                                          | Pozycja | Przeciwnik Wynik                                    | Przeciwnik Wynik | Przeciwnik Wynik | Przeciwnik Wynik | Pozycja |
| ----------------- | ----------- | --------------------------------------------------------- | ------------------------------------------------- | --------------------------------------------------------- | ------- | --------------------------------------------------- | ---------------- | ---------------- | ---------------- | ------- |
| Wang Fan Yue Yuan | kobiety     | Isabelle Forrer Anouk Vergé-Dépré 2:1 (24-22,18-21,15-12) | April Ross Kerri Walsh Jennings 0:2 (16-21, 9-21) | Mariafe Artacho del Solar Nicole Laird 2:0 (21-16, 21-11) | 2       | Ágatha Bednarczuk Bárbara Seixas 0:2 (12-21, 16-21) | NQ               | NQ               | NQ               | NQ      |

### Skoki do wody
Mężczyźni
| Zawodnicy          | Konkurencja                   | Eliminacje | Eliminacje | Półfinał | Półfinał | Finał  | Finał   |
| Zawodnicy          | Konkurencja                   | Punkty     | Miejsce    | Punkty   | Miejsce  | Punkty | Miejsce |
| ------------------ | ----------------------------- | ---------- | ---------- | -------- | -------- | ------ | ------- |
| Cao Yuan           | trampolina 3 m indywidualnie  | 498,70     | 1.         | 489,10   | 1.       | 547,60 | złoto   |
| He Chao            | trampolina 3 m indywidualnie  | 380,35     | 21.        | NQ       | NQ       | NQ     | NQ      |
| Chen Aisen         | wieża 10 m indywidualnie      | 545,35     | 3.         | 559,90   | 1.       | 585,30 | złoto   |
| Qiu Bo             | wieża 10 m indywidualnie      | 546,75     | 2.         | 504,70   | 2.       | 488,20 | 6.      |
| Cao Yuan Qin Kai   | trampolina 3 m synchronicznie | BYE        | BYE        | BYE      | BYE      | 443.70 | brąz    |
| Chen Aisen Lin Yue | wieża 10 m synchronicznie     | BYE        | BYE        | BYE      | BYE      | 496.98 | złoto   |

Kobiety
| Athlete                | Event                         | Preliminaries | Preliminaries | Semifinals | Semifinals | Final  | Final  |
| Athlete                | Event                         | Points        | Rank          | Points     | Rank       | Points | Rank   |
| ---------------------- | ----------------------------- | ------------- | ------------- | ---------- | ---------- | ------ | ------ |
| He Zi                  | trampolina 3 m indywidualnie  | 367.05        | 2.            | 364.05     | 2.         | 387,90 | srebro |
| Shi Tingmao            | trampolina 3 m indywidualnie  | 357.55        | 3.            | 385.00     | 1.         | 406,05 | złoto  |
| Ren Qian               | wieża 10 m indywidualnie\|    | 385,80        | 2.            | 362,40     | 3.         | 439,25 | złoto  |
| Si Yajie               | wieża 10 m indywidualnie\|    | 397,45        | 1.            | 389,30     | 1.         | 419,40 | srebro |
| Shi Tingmao Wu Minxia  | trampolina 3 m synchronicznie | BYE           | BYE           | BYE        | BYE        | 345.60 | złoto  |
| Chen Ruolin Liu Huixia | wieża 10 m synchronicznie     | BYE           | BYE           | BYE        | BYE        | 354.00 | złoto  |

### Strzelectwo
Mężczyźni
| Zawodnik      | Konkurencja                         | Kwalifikacje | Kwalifikacje | Półfinał | Półfinał | Finał | Finał   |
| Zawodnik      | Konkurencja                         | Wynik        | Pozycja      | Wynik    | Pozycja  | Wynik | Pozycja |
| ------------- | ----------------------------------- | ------------ | ------------ | -------- | -------- | ----- | ------- |
| Cao Yifei     | 10m karabin pneumatyczny            | 625,5        | 9.           | N/A      | N/A      | NQ    | NQ      |
| Cao Yifei     | 50m karabin małokalibrowy leżąc     | 620,8        | 30.          | N/A      | N/A      | NQ    | NQ      |
| Hui Zicheng   | 50m karabin małokalibrowy 3 postawy | 1171         | 15.          | N/A      | N/A      | NQ    | NQ      |
| Zhu Qinan     | 50m karabin małokalibrowy 3 postawy | 1176         | 4.           | N/A      | N/A      | 414,8 | 6.      |
| Yang Haoran   | 10m karabin pneumatyczny            | 620,5        | 31.          | N/A      | N/A      | NQ    | NQ      |
| Zhao Shengbo  | 50m karabin małokalibrowy leżąc     | 618,7        | 38.          | N/A      | N/A      | NQ    | NQ      |
| Pu Qifeng     | 10m pistolet pneumatyczny           | 577          | 16.          | N/A      | N/A      | NQ    | NQ      |
| Pang Wei      | 10m pistolet pneumatyczny           | 590          | 1.           | N/A      | N/A      | 180,4 | brąz    |
| Pang Wei      | 50m pistolet dowolny                | 565          | 2.           | N/A      | N/A      | 67,2  | 8.      |
| Wang Zhiwei   | 50m pistolet dowolny                | 556          | 8.           | N/A      | N/A      | 129,4 | 5.      |
| Li Yuehong    | 25m pistolet szybkostrzelny         | 584          | 5.           | N/A      | N/A      | 27    | brąz    |
| Zhang Fusheng | 25m pistolet szybkostrzelny         | 590          | 2.           | N/A      | N/A      | 21    | 4.      |
| Hu Binyuan    | trap podwójny                       | 135 (+7)     | 8.           | NQ       | NQ       | NQ    | NQ      |
| Pan Qiang     | trap podwójny                       | 133          | 12.          | NQ       | NQ       | NQ    | NQ      |

Kobiety
| Zawodnik       | Konkurencja                         | Kwalifikacje | Kwalifikacje | Półfinał | Półfinał | Finał   | Finał   |
| Zawodnik       | Konkurencja                         | Wynik        | Pozycja      | Wynik    | Pozycja  | Wynik   | Pozycja |
| -------------- | ----------------------------------- | ------------ | ------------ | -------- | -------- | ------- | ------- |
| Yi Siling      | 10m karabin pneumatyczny            | 415,9        | 8.           | N/A      | N/A      | 185,4   | brąz    |
| Du Li          | 10m karabin pneumatyczny            | 420,7        | 1.           | N/A      | N/A      | 207,0   | srebro  |
| Du Li          | karabim małokalibrowy 50m 3 pozycje | 586          | 4.           | N/A      | N/A      | 447,4   | brąz    |
| Zhang Binbin   | karabim małokalibrowy 50m 3 pozycje | 582          | 7.           | N/A      | N/A      | 458,4   | srebro  |
| Guo Wenjun     | 10m pistolet pneumatyczny           | 378          | 30.          | N/A      | N/A      |         |         |
| Zhang Mengxue  | 10m pistolet pneumatyczny           | 384          | 7.           | N/A      | N/A      | 199,4   | złoto   |
| Zhang Jingjing | 25m pistolet sportowy               | 592          | 1.           | 17       | 3.       | 4       | 4.      |
| Chen Ying      | 25m pistolet sportowy               | 570          | 30.          | NQ       | NQ       | NQ      | NQ      |
| Chen Fang      | trap                                | 64           | 15.          | NQ       | NQ       | NQ      | NQ      |
| Wei Meng       | skeet                               | 73           | 1.           | 14       | 3.       | 15 (+6) | 4.      |
| Wei Ning       | skeet                               | 68           | 9.           | NQ       | NQ       | NQ      | NQ      |

### Szermierka
Mężczyźni
| Zawodnik                                    | Konkurencja          | 1/32                          | 1/16                        | 1/8                   | Ćwierćfinały         | Miejsca 5-8.         | Półfinały        | Mecz o 5. miejsce           | Finał            | Finał   |
| Zawodnik                                    | Konkurencja          | Przeciwnik Wynik              | Przeciwnik Wynik            | Przeciwnik Wynik      | Przeciwnik Wynik     | Przeciwnik Wynik     | Przeciwnik Wynik | Przeciwnik Wynik            | Przeciwnik Wynik | Pozycja |
| ------------------------------------------- | -------------------- | ----------------------------- | --------------------------- | --------------------- | -------------------- | -------------------- | ---------------- | --------------------------- | ---------------- | ------- |
| Jiao Yunlong                                | szpada indywidualnie | Guilherme Melaragno W (15-13) | Bohdan Nikiszyn P (11-15)   | NQ                    | NQ                   | N/A                  | NQ               | N/A                         | NQ               | NQ      |
| Lei Sheng                                   | floret indywidualnie | BYE                           | Erwann Le Péchoux P (9-15)  | NQ                    | NQ                   | N/A                  | NQ               | N/A                         | NQ               | NQ      |
| Ma Jianfei                                  | floret indywidualnie | BYE                           | Ghislain Perrier W (15-14)  | Chen Haiwei P (12-15) | NQ                   | N/A                  | NQ               | N/A                         | NQ               | NQ      |
| Chen Haiwei                                 | floret indywidualnie | BYE                           | Laurence Halsted W (15-9)   | Ma Jianfei W (15-12)  | Timur Safin P (7-15) | N/A                  | NQ               | N/A                         | NQ               | NQ      |
| Sun Wei                                     | szabla indywidualnie | N/A                           | Tiberiu Dolniceanu P (7-15) | NQ                    | NQ                   | N/A                  | NQ               | N/A                         | NQ               | NQ      |
| Chen Haiwei Lei Sheng Ma Jianfei Shi Jialuo | floret drużynowo     | N/A                           | N/A                         | N/A                   | Francja · P (42-45)  | Brazylia · W (43-41) | NQ               | Wielka Brytania · W (45-38) | NQ               | 5.      |

Kobiety
| Zawodnik                              | Konkurencja          | 1/32             | 1/16                               | 1/8                     | Ćwierćfinały                 | Miejsca 5-8.     | Półfinały                   | Mecz o 5. miejsce | Finał 3.miejsce        | Finał 3.miejsce |
| Zawodnik                              | Konkurencja          | Przeciwnik Wynik | Przeciwnik Wynik                   | Przeciwnik Wynik        | Przeciwnik Wynik             | Przeciwnik Wynik | Przeciwnik Wynik            | Przeciwnik Wynik  | Przeciwnik Wynik       | Pozycja         |
| ------------------------------------- | -------------------- | ---------------- | ---------------------------------- | ----------------------- | ---------------------------- | ---------------- | --------------------------- | ----------------- | ---------------------- | --------------- |
| Shen Chen                             | szabla indywidualnie | BYE              | Małgorzata Kozaczuk P (9-15)       | NQ                      | NQ                           | N/A              | NQ                          | N/A               | NQ                     | NQ              |
| Liu Yongshi                           | floret indywidualnie | BYE              | Edina Knapek W (15-9)              | Lee Kiefer W (15-9)     | Elisa Di Francisca P (10-15) | N/A              | NQ                          | N/A               | NQ                     | NQ              |
| Le Huilin                             | floret indywidualnie | BYE              | Youssra Zekrani W (15-4)           | Ysaora Thibus P (13-15) | NQ                           | N/A              | NQ                          | N/A               | NQ                     | NQ              |
| Sun Yiwen                             | szpada indywidualnie | BYE              | Gbahi Gwladys Sakoa W (15-11)      | Irina Embrich W (15-12) | Sarra Besbes W (14-11)       | N/A              | Rossella Fiamingo P (11-12) | N/A               | Lauren Rembi W (15-13) | brąz            |
| Sun Yujie                             | szpada indywidualnie | BYE              | Kang Young-mi P (10-15)            | NQ                      | NQ                           | N/A              | NQ                          | N/A               | NQ                     | NQ              |
| Xu Anqi                               | szpada indywidualnie | BYE              | Marie-Florence Candassamy P (8-15) | NQ                      | NQ                           | N/A              | NQ                          | N/A               | NQ                     | NQ              |
| Sun Yiwen Hao Jialu Sun Yujie Xu Anqi | szpada drużynowo     | N/A              | N/A                                | N/A                     | Ukraina · W (42-34)          | N/A              | Estonia · W (45-36)         | N/A               | Rumunia · P (38-44)    | srebro          |

### Taekwondo
| Zawodnicy    | Konkurencje            | 1/8                     | Ćwierćfinał              | Półfinał                  | Repesaż                 | Repesaż 2        | Finał                | Finał   |
| Zawodnicy    | Konkurencje            | Przeciwnik Wynik        | Przeciwnik Wynik         | Przeciwnik Wynik          | Przeciwnik Wynik        | Przeciwnik Wynik | Przeciwnik Wynik     | Pozycja |
| ------------ | ---------------------- | ----------------------- | ------------------------ | ------------------------- | ----------------------- | ---------------- | -------------------- | ------- |
| Zhao Shuai   | do 58 kg mężczyzn      | Jesús Tortosa W 7-3     | Omar Hajjam W 8-1        | Carlos Navarro W 9-4      | N/A                     | N/A              | Tawin Hanprab W 6-4  | złoto   |
| Qiao Sen     | powyżej 80 kg mężczyzn | Dmitrij Szokin P 8-15   | NQ                       | NQ                        | NQ                      | NQ               | NQ                   | NQ      |
| Wu Jingyu    | do 49 kg kobiet        | Huang Huai-hsuan W 10-1 | Tijana Bogdanović P 7-17 | NQ                        | Patimat Abakarowa P 3-4 | NQ               |                      |         |
| Zheng Shuyin | powyżej 67 kg kobiet   | Nisha Rawal W 2-0       | Gwladys Épangue W 4-1    | Bianca Walkden W 4(SUD)-1 | N/A                     | N/A              | María Espinoza W 5-1 | złoto   |

### Tenis stołowy
Mężczyźni
| Zawodnicy                 | Konkurencje             | Eliminacje       | Runda 1          | Runda 2          | Runda 3          | 1/8                                       | Ćwierćfinał                                            | Półfinał                                                            | Finał                                                        | Finał   |
| Zawodnicy                 | Konkurencje             | Przeciwnik Wynik | Przeciwnik Wynik | Przeciwnik Wynik | Przeciwnik Wynik | Przeciwnik Wynik                          | Przeciwnik Wynik                                       | Przeciwnik Wynik                                                    | Przeciwnik Wynik                                             | Pozycja |
| ------------------------- | ----------------------- | ---------------- | ---------------- | ---------------- | ---------------- | ----------------------------------------- | ------------------------------------------------------ | ------------------------------------------------------------------- | ------------------------------------------------------------ | ------- |
| Ma Long                   | gra pojedyncza mężczyzn | BYE              | BYE              | BYE              | Groth W 4–0      | Jung Y-s W 4–2                            | Aruna W 4–0                                            | Mizutani W 4–2                                                      | Zhang Jike W 4–2                                             | złoto   |
| Zhang Jike                | gra pojedyncza mężczyzn | BYE              | BYE              | BYE              | Chen C-a W 4–0   | Crișan W 4–0                              | Niwa ; W 4–1                                           | Samsonov W 4–1                                                      | Ma L L 2-4                                                   | srebro  |
| Ma Long Xu Xin Zhang Jike | Drużynowo               | BYE              | BYE              | BYE              | BYE              | Nigeria · Toriola · Aruna · Abidoun W 3-0 | Wielka Brytania · Pitchford · Drinkhall · Walker W 3-0 | Korea Południowa · Youngsik Jeoung · Saehyuk Joo · Sangsu Lee W 3-0 | Japonia · Kōki Niwa · Jun Mitzutani · Maharu Yoshimura W 3-0 | złoto   |

Kobiety
| Zawodnicy                       | Konkurencje | Eliminacje       | Runda 1          | Runda 2          | Runda 3          | 1/8                                               | Ćwierćfinał                                      | Półfinał                                   | Finał                                                   | Finał   |
| Zawodnicy                       | Konkurencje | Przeciwnik Wynik | Przeciwnik Wynik | Przeciwnik Wynik | Przeciwnik Wynik | Przeciwnik Wynik                                  | Przeciwnik Wynik                                 | Przeciwnik Wynik                           | Przeciwnik Wynik                                        | Pozycja |
| ------------------------------- | ----------- | ---------------- | ---------------- | ---------------- | ---------------- | ------------------------------------------------- | ------------------------------------------------ | ------------------------------------------ | ------------------------------------------------------- | ------- |
| Ding Ning                       | Pojedynczo  | BYE              | BYE              | BYE              | Samara W 4–0     | Doo H K W 4–0                                     | Han Y W 4–0                                      | Kim S-i W 4–1                              | Li Xx W 4–3                                             | złoto   |
| Li Xiaoxia                      | Pojedynczo  | BYE              | BYE              | BYE              | Li F ; W 4–0     | Lee H C ; W 4–0                                   | Cheng I-c ; W 4–0                                | Fukuhara W 4–0                             | Ding N L 3-4                                            | srebro  |
| Ding Ning Li Xiaoxia Liu Shiwen | Drużynowo   | BYE              | BYE              | BYE              | BYE              | Brazylia · Kumahara · Gui · Bruna Takahashi W 3-0 | Korea Północna · Ri M-s · Ri M-g · Kim S-i W 3-0 | Singapur · Feng Tw · Yu Mg · Zhou Yh W 3-0 | Niemcy · Hang Ying · Petrissa Solia · Shan Xiaona W 3-0 | złoto   |

### Tenis ziemny
| Zawodnicy              | Konkurencje    | 1/64                                   | 1/32                                    | 1/16                               | Ćwierćfinał      | Półfinał         | Finał            | Finał   |
| Zawodnicy              | Konkurencje    | Przeciwnik Wynik                       | Przeciwnik Wynik                        | Przeciwnik Wynik                   | Przeciwnik Wynik | Przeciwnik Wynik | Przeciwnik Wynik | Pozycja |
| ---------------------- | -------------- | -------------------------------------- | --------------------------------------- | ---------------------------------- | ---------------- | ---------------- | ---------------- | ------- |
| Peng Shuai             | Singiel kobiet | Watson ; L 4–6, 7–6(7–5), 3–6          | NQ                                      | NQ                                 | NQ               | NQ               | NQ               | NQ      |
| Wang Qiang             | Singiel kobiet | Kuznetsova ; L 1–6, 6–4, 0–6           | NQ                                      | NQ                                 | NQ               | NQ               | NQ               | NQ      |
| Zhang Shuai            | Singiel kobiet | Bacsinszky ; W 6–7(4–7), 6–4, 7–6(9–7) | Siegemund ; L 2–6, 4–6                  | NQ                                 | NQ               | NQ               | NQ               | NQ      |
| Zheng Saisai           | Singiel kobiet | Radwańska ; W 6–4, 7–5                 | Kasatkina ; L 1–6, 4–6                  | NQ                                 | NQ               | NQ               | NQ               | NQ      |
| Peng Shuai Zhang Shuai | debel kobiet   | N/A                                    | Mirza / Thombare ; W 7–6(8–6), 5–7, 7–5 | Hlaváčková / Hradecká ; L 4–6, 4–6 | NQ               | NQ               | NQ               | NQ      |
| Xu Yifan Zheng Saisai  | debel kobiet   | N/A                                    | L Kichenok / N Kichenok ; W 6–0, 6–3    | Errani / Vinci ; L 2–6, 3–6        | NQ               | NQ               | NQ               | NQ      |

### Wioślarstwo
Mężczyźni
| Zawodnik                                      | Konkurencja | Eliminacje | Eliminacje | Repesaż | Repesaż | Półfinały | Półfinały | Finał   | Finał | Pozycja |
| Zawodnik                                      | Konkurencja | Czas       | M.         | Czas    | M.      | Czas      | M.        | Czas    | M.    | Pozycja |
| --------------------------------------------- | ----------- | ---------- | ---------- | ------- | ------- | --------- | --------- | ------- | ----- | ------- |
| Sun Man Wang Chunxin                          | LM2x        | 6:30,83    | 4.         | 7:03,88 | 2.      | 7:01,49   | 6.        | 6:40,74 | 5.    | 11.     |
| Jin Wei Wang Tiexin Yu Chenggang Zhao Jingbin | LM4-        | 6:03,43    | 2.         | BYE     | BYE     | 6:27,27   | 5.        | 6:32,78 | 2.    | 8.      |

Kobiety
| Zawodnik                                     | Konkurencja | Eliminacje | Eliminacje | Repesaż | Repesaż | Ćwierćfinały | Ćwierćfinały | Półfinały | Półfinały | Finał   | Finał | Pozycja |
| Zawodnik                                     | Konkurencja | Czas       | M.         | Czas    | M.      | Czas         | M.           | Czas      | M.        | Czas    | M.    | Pozycja |
| -------------------------------------------- | ----------- | ---------- | ---------- | ------- | ------- | ------------ | ------------ | --------- | --------- | ------- | ----- | ------- |
| Duan Jingli                                  | W1x         | 8:18,57    | 1.         | N/A     | N/A     | 7:27,88      | 2.           | 7:43,97   | 1.        | 7:24:13 | 3.    | brąz    |
| Miao Tian Zhang Min                          | W2-         | 7:15,66    | 3.         | BYE     | BYE     | N/A          | N/A          | 7:30,90   | 4.        | 7:17,12 | 1.    | 7.      |
| Lü Yang Zhu Weiwei                           | W2x         | 7:25,19    | 2.         | BYE     | BYE     | N/A          | N/A          | 7:05,31   | 6.        | 7:74,68 | 5.    | 11.     |
| Huang Wenyi Pan Feihong                      | LW2x        | 7:00,13    | 1.         | BYE     | BYE     | N/A          | N/A          | 7:20,94   | 3.        | 7:06,49 | 3.    | brąz    |
| Jiang Yan Wang Yuwei Zhang Ling Zhang Xinyue | W4x         | 6:40,21    | 4.         | 6:28,49 | 3.      | N/A          | N/A          | N/A       | N/A       | 6:59,45 | 6.    | 6.      |

### Zapasy
Mężczyźni - styl klasyczny
| Zawodnik   | Konkurencja | 1/16             | 1/8                         | Ćwierćfinał            | Półfinał         | Repesaż 1        | Repesaż 2              | Finał/ 3.miejsce | Finał/ 3.miejsce |
| Zawodnik   | Konkurencja | Przeciwnik Wynik | Przeciwnik Wynik            | Przeciwnik Wynik       | Przeciwnik Wynik | Przeciwnik Wynik | Przeciwnik Wynik       | Przeciwnik Wynik | Pozycja          |
| ---------- | ----------- | ---------------- | --------------------------- | ---------------------- | ---------------- | ---------------- | ---------------------- | ---------------- | ---------------- |
| Wang Lumin | -59 kg      | BYE              | Andrés Montaño W (8:0)      | Ismael Borrero P (0:8) | NQ               | BYE              | Arsen Eralijew P (2:4) | NQ               | 8.               |
| Yang Bin   | -75 kg      | BYE              | Zijad Ajt Ikram W (5-0)     | Roman Własow P (0-8)   | NQ               | BYE              | Kim Hyeon-woo P (1-3)  | NQ               | 9.               |
| Peng Fei   | -85 kg      |                  | Dżawid Gamzatow P (4-0)     | NQ                     | NQ               | NQ               | NQ                     | NQ               | 17.              |
| Xiao Di    | -98 kg      | BYE              | Yasmany Lugo P (0-2)        | NQ                     | NQ               | BYE              | Ghasem Rezaji P (0-7)  | NQ               | 19.              |
| Meng Qiang | -130 kg     | BYE              | Baszir Babadżanzade P (0-3) | NQ                     | NQ               | NQ               | NQ                     | NQ               | 13.              |

Mężczyźni - styl wolny
| Zawodnik            | Konkurencja | 1/16                   | 1/8                               | Ćwierćfinał      | Półfinał         | Repesaż 1        | Repesaż 2        | Finał/ 3.miejsce | Finał/ 3.miejsce |
| Zawodnik            | Konkurencja | Przeciwnik Wynik       | Przeciwnik Wynik                  | Przeciwnik Wynik | Przeciwnik Wynik | Przeciwnik Wynik | Przeciwnik Wynik | Przeciwnik Wynik | Pozycja          |
| ------------------- | ----------- | ---------------------- | --------------------------------- | ---------------- | ---------------- | ---------------- | ---------------- | ---------------- | ---------------- |
| Ye’erlanbieke Katai | -65 kg      | Sahit Prizreni W (6:1) | Gandzorigijn Mandachnaran P (0-3) | NQ               | NQ               | NQ               | NQ               | NQ               | 12.              |
| Bi Shengfeng        | -86 kg      | BYE                    | Şərif Şərifov P (0-4)             | NQ               | NQ               | NQ               | NQ               | NQ               | 19.              |
| Deng Zhiwei         | -125 kg     | BYE                    | Lewan Berianidze P (1-3)          | NQ               | NQ               | NQ               | NQ               | NQ               | 13.              |

Kobiety - styl wolny
| Zawodnik      | Konkurencja | 1/16                | 1/8                      | Ćwierćfinał            | Półfinał           | Repesaż 1                | Repesaż 2              | Finał/ 3.miejsce          | Finał/ 3.miejsce |
| Zawodnik      | Konkurencja | Przeciwnik Wynik    | Przeciwnik Wynik         | Przeciwnik Wynik       | Przeciwnik Wynik   | Przeciwnik Wynik         | Przeciwnik Wynik       | Przeciwnik Wynik          | Pozycja          |
| ------------- | ----------- | ------------------- | ------------------------ | ---------------------- | ------------------ | ------------------------ | ---------------------- | ------------------------- | ---------------- |
| Sun Yanan     | -48 kg      | BYE                 | Jasmine Mian W (14-4)    | Vinesh Phogat W (2-1)  | Eri Tōsaka P (3-8) | BYE                      | BYE                    | Żułdyz Eszymowa W (10-0)  | brąz             |
| Zhong Xuechun | -53 kg      | Nina Hemmer W (6-1) | Helen Maroulis P (0-10)  | NQ                     | NQ                 | Julija Błahinia W (11-1) | Jong Myong-suk W (5-5) | Sofia Mattsson P (0-6)    | 5.               |
| Xu Rui        | -63 kg      | BYE                 | Julija Ostapczuk W (3-1) | Inna Trażukowa P (4-5) | NQ                 | NQ                       | NQ                     | NQ                        | 11.              |
| Zhou Feng     | -69 kg      | BYE                 | Aline Focken P (1-11)    | NQ                     | NQ                 | NQ                       | NQ                     | NQ                        | 12.              |
| Zhang Fengliu | -75 kg      | BYE                 | Epp Mae W (3-1)          | Erica Wiebe P (1-3)    | NQ                 | BYE                      | Maria Selmaier W (4-0) | Wasilisa Marzaluk W (3-1) | brąz             |

### Żeglarstwo
Mężczyźni
| Zawodnik            | Konkurencja | Wyścig | Wyścig | Wyścig | Wyścig | Wyścig | Wyścig | Wyścig | Wyścig | Wyścig | Wyścig | Wyścig | Wyścig | Wyścig | Punkty | Pozycja |
| Zawodnik            | Konkurencja | 1      | 2      | 3      | 4      | 5      | 6      | 7      | 8      | 9      | 10     | 11     | 12     | M*     | Punkty | Pozycja |
| ------------------- | ----------- | ------ | ------ | ------ | ------ | ------ | ------ | ------ | ------ | ------ | ------ | ------ | ------ | ------ | ------ | ------- |
| Wang Aichen         | RS:X        | 16     | 18     | 8      | 18     | 19     | 16     | 6      | 4      | 15     | 10     | 10     | 15     | NQ     | 135    | 13.     |
| Gong Lei            | Finn        | 22     | DNF    | 20     | 16     | 21     | 20     | 19     | 22     | 21     | 17     | N/A    | N/A    | NQ     | 178    | 22.     |
| Wang Wei Xu Zangjun | 470         | 23     | 12     | 13     | 22     | 19     | 11     | 19     | 15     | 19     | 12     | N/A    | N/A    | NQ     | 142    | 18.     |

Kobiety
| Zawodniczka             | Konkurencja  | Wyścig | Wyścig | Wyścig | Wyścig | Wyścig | Wyścig | Wyścig | Wyścig | Wyścig | Wyścig | Wyścig | Wyścig | Wyścig | Punkty | Pozycja |
| Zawodniczka             | Konkurencja  | 1      | 2      | 3      | 4      | 5      | 6      | 7      | 8      | 9      | 10     | 11     | 12     | M*     | Punkty | Pozycja |
| ----------------------- | ------------ | ------ | ------ | ------ | ------ | ------ | ------ | ------ | ------ | ------ | ------ | ------ | ------ | ------ | ------ | ------- |
| Chen Peina              | RS:X         | 9      | 11     | 11     | 15     | 7      | 1      | 4      | 10     | 4      | 1      | 1      | 1      | 6      | 60     | srebro  |
| Xu Lijia                | Laser Radial | 3      | DSQ    | 3      | 1      | 8      | 12     | DSQ    | DSQ    | 19     | 13     | N/A    | N/A    | NQ     | 135    | 18.     |
| Huang Lizhu Wang Xiaoli | 470          | 12     | 10     | 14     | 13     | 16     | 16     | 17     | 13     | 4      | 16     | N/A    | N/A    | NQ     | 113    | 16      |

M = wyścig medalowy 